# Cristianizzazione della Scandinavia

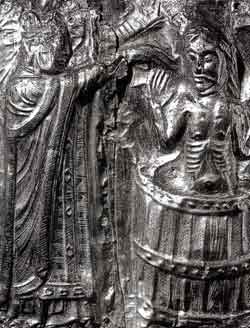
"Il battesimo di Aroldo I di Danimarca da parte del vescovo Popo" [PRESUNTO] - pala d'altare della Chiesa di Tamdrup, XII secolo.

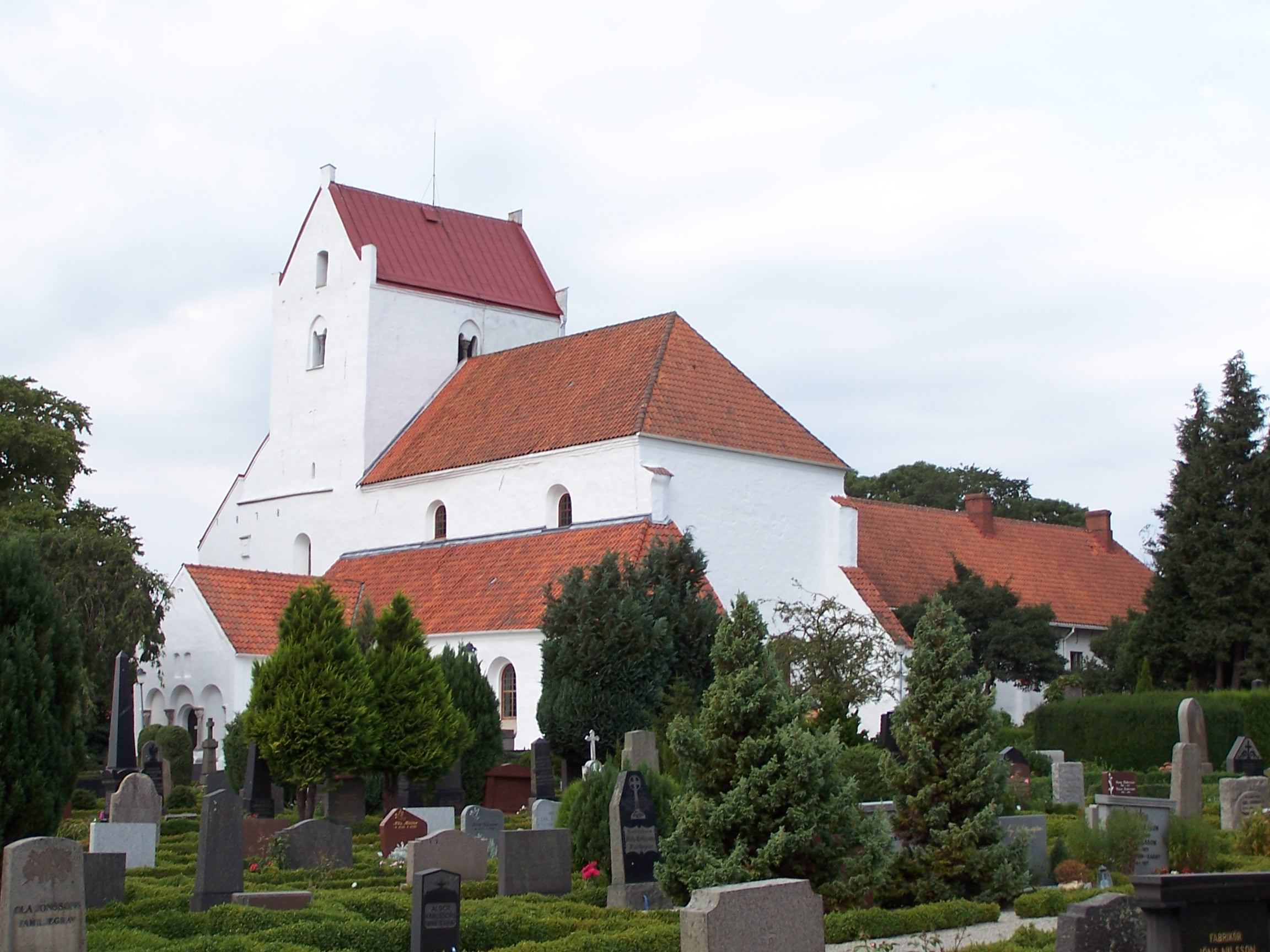
La chiesa della Santa Croce a Dalby, la più antica chiesa scandinava ancora esistente.

La cristianizzazione della Scandinavia, così come quella di altri paesi nordici e baltici, avvenne tra l'VIII e il XII secolo. I regni di Danimarca, Norvegia e Svezia fondarono le proprie arcidiocesi, direttamente sottoposte all'autorità del papa di Roma, rispettivamente nel 1104, 1154 e 1164. La conversione al cristianesimo del popolo scandinavo richiese più tempo, poiché ci vollero ulteriori sforzi per stabilire una rete di chiese in loco. I Sami rimasero invece pagani fino al XVIII secolo. Ricerche archeologiche più recenti testimoniano la presenza di comunità cristiane a Gotland già durante il IX secolo, probabilmente perché giunto da sud-ovest e poi spostatosi verso nord.
La Danimarca fu il primo dei paesi scandinavi a essere cristianizzato (975) per volontà di Aroldo I di Danimarca, il quale celebrò poi l'evento facendo erigere la più grande delle sue Pietre runiche di Jelling. La più antica chiesa scandinava ancora esistente costruita in pietra è quella della Santa Croce di Dalby, eretta nel 1040 circa e situata in Scania, allora parte della Danimarca.
Sebbene gli scandinavi divennero nominalmente cristiani, ci volle molto più tempo perché le vere credenze cristiane penetrassero nella regione, mentre, altrove in Europa, il popolo assorbiva le usanze cristiane prima dei suoi governanti. Le antiche e apprezzate tradizioni indigene apparivano sfidate in quel frangente da idee sconosciute, come il peccato originale, l'Incarnazione e la Trinità. Gli scavi archeologici nei siti di sepoltura sull'isola di Lovön, vicino a Stoccolma, hanno dimostrato che l'effettiva cristianizzazione del popolo, sia pur in una zona centrale della Svezia, fu molto lenta e richiese almeno altri 150-200 anni. Le iscrizioni runiche del XIII secolo della città mercantile di Bergen (Norvegia) dimostrano una scarsa influenza cristiana, tanto che in una di esse si invoca addirittura l'ausilio di una valchiria.
Durante l'Alto Medioevo il Papato non si era ancora manifestato come autorità cattolica romana centrale, ragion per cui potevano svilupparsi varianti regionali del cristianesimo. Poiché l'immagine di un "Cristo vittorioso" appare frequentemente nella prima arte germanica, gli studiosi hanno suggerito che i missionari cristiani presentassero Cristo "come figura di forza e fortuna" e che forse l'Apocalisse di Giovanni, la quale presenta Cristo come vincitore su Satana, giocò un ruolo centrale nella diffusione del cristianesimo tra i vichinghi.
Studi recenti rivelano che i territori scandinavi come la Danimarca e la Svezia risultano tra le nazioni meno religiose al mondo; «molti danesi e svedesi, per esempio, professeranno di credere in 'qualcosa', sebbene non necessariamente nel Dio della Bibbia». Phil Zuckerman scrive in un articolo del 2009 al Nordic Journal of Religion and Society: «Sicuramente gli sviluppi storici della cultura e della religione in Danimarca e Svezia sono fattori determinanti per spiegare l'attuale stato di irreligiosità».

## Etimologia
La parola di lingua norrena con cui venne descritto il processo di cristianizzazione dei popoli (germanici e non) della Scandinavia è siðaskipti (in italiano "cambio di sede") e indica come il processo di conversione sia stato inizialmente percepito come qualcosa di prettamente materiale. L'etimo è formato da "siðr", "seme/costume", il cui significato si avvicina al termine moderno che sta per "cultura" e comprende un riferimento alla sfera della "tradizione" e della "religione". Preben Meulengracht Sørensen ha interpretato siðaskipti come un segno che la conversione fu percepita come un passaggio da un mondo all'altro. Sebbene il cambiamento fu apparentemente percepito come un punto di riferimento nel presente, il correlato sviluppo sociale in senso lato fu molto più graduale. All'inizio, naturalmente, solo la struttura esterna, ad esempio edifici e rituali, fu sostituita. Solo in seguito si verificò un vero cambiamento di fede, quando la comprensione cristiana della vita e la teologia guadagnarono terreno. Ciò portò a un cambiamento etico, oltre che nello stile di vita.

## Tendenze e fasi del cambiamento di religione

La croce cristiana, che rappresenta la crocifissione di Gesù Cristo, è il simbolo religioso più noto della fede cristiana, già alla fine del II secolo.

Quando il cristianesimo arrivò in Scandinavia, esso appariva già la religione accettata in gran parte dell'Europa. Il processo di cristianizzazione della Scandinavia ebbe luogo in tre fasi:
1. Primo contatto tra i norreni e il cristianesimo. Una fase significativamente più antica rispetto alle prime missioni cattoliche, per lungo tempo considerate il primo "contatto", ma di cui è impossibile tracciare il preciso orizzonte temporale. I primi contatti si verificarono in località diverse e distanti tra loro: le isole britanniche (perlopiù Inghilterra e Irlanda), Velikij Novgorod e Costantinopoli.[16] Furono, ovviamente, i membri dei ceti più abbienti e gli scandinavi migrati/operanti in terre straniere a essere interessati da questa prima conoscenza del monoteismo cristiano.
2. Conversione di gruppi consistenti di norreni alla nuova religione. La nuova fase ebbe luogo dalla metà del IX secolo, forse soprattutto nelle colonie in Russia-Ucraina e tra i ranghi della Guardia variaga (gr. Τάγμα των Βαραγγίων) operante al soldo del Basileus di Bisanzio.[17] Non è chiaro come la Chiesa abbia convertito gli scandinavi, in parte a causa della mancanza di descrizioni testuali del processo di conversione paragonabile alla descrizione di Beda il Venerabile della conversione cristiana degli Anglosassoni.[18][19] I primi cristiani norreni furono di rito greco, in seguito passarono alla liturgia ecclesiastica slava e in ultimo furono coinvolti nell'introduzione della liturgia latina a Kiev. A partire dalla metà del X secolo, le conversioni si fecero più consistenti e si verificarono le prime significative affiliazioni al cristianesimo di sovrani norreni.
3. La Scandinavia si affilia al sistema amministrativo del cristianesimo latino. Ciò avvenne probabilmente intorno all'inizio del XII secolo.

Il cambiamento di religione fu un elemento importante nella radicale trasformazione sociale, politica e culturale che le società nordiche subirono durante l'ultima parte dell'età del ferro germanica (la c.d. "Era di Vendel", 550-793), l'Epoca vichinga (793-1066) e il Medioevo. Nelle parole dello storico della religione norvegese Gro Steinsland, «il cambiamento di religione [fu] sia un fattore trainante nel cambiamento sociale sia il risultato di ampi processi di cambiamento.» La Scandinavia era stata fino ad allora interessata da un sistema di egemonia sociale che aveva concentrato il potere in 3-4 case reali.
Nella maggior parte delle opere che descrivono la conversione, il punto di vista e i modelli esplicativi dipendono in larga misura dalla percezione del ruolo della monarchia, sia nei confronti della Chiesa sia della società pre-cristiana. Il cristianesimo viene spesso descritto come positivo e irreversibile. Mentre in genere la visione della Chiesa è stata vista con favore in questo processo di conversione, gli autori affiliati al marxismo hanno riservato toni più critici per via della loro concezione anticlericale e antiautoritario. Infine, il liberalismo ha enfatizzato le tendenze democratiche e sottolineato il ruolo della società contadina come forza trainante per lo sviluppo.

### L'orizzonte temporale
Per la maggior parte del periodo in cui ebbe luogo il processo di conversione, i fedeli dei due credi convissero senza probabilmente percepire un netto distacco. Pertanto, anche se le regioni nordiche erano nominalmente diventate cristiani già durante l'epoca vichinga, in realtà ci vollero molti anni prima che le idee cristiane si radicassero pienamente nella popolazione. Si pensi al fatto che non fu realizzato alcun luogo di culto se non un secolo dopo l'adozione del cristianesimo di Stato compiuta da Aroldo I di Danimarca. Allo stesso tempo, la conoscenza delle antiche tradizioni era ancora così grande nell'Islanda del XIII e XIV secolo che vi si poterono trascrivere opere dell'antica religione (un esempio su tutti, le raccolte note come Edda poetica e Edda in prosa) da quelle copie perpetuate fino ai giorni nostri. Idee e credenze cristiane penetrarono lentamente e ci volle tempo perché soppiantassero la religione pagana. Materiale archeologico dalla Svezia suggerisce che questo processo potrebbe essere iniziato già intorno all'anno 500. I linguisti concordano sul fatto che un'intera gamma di parole cristiane finlandesi confluì dalle prime lingue slave. Inoltre, è stata riscontrata l'influenza del mondo bizantino nei primi esempi di affreschi danesi. Lo storico John H. Lind ritiene provato che c'erano congregazioni cristiane di liturgia slava in Finlandia prima delle crociate svedesi e che i Variaghi portarono influenze cristiane in entrambe le direzioni: nel primo periodo, i Variaghi divennero cristiani di lingua greca o slava ma in seguito promossero la diffusione del cristianesimo latino nell'Europa orientale.
Il cristianesimo che si affermò nei paesi nordici all'inizio del Medioevo era diverso dalla sua forma moderna. Era un cristianesimo in cui Gesù appariva come un re-guerriero vittorioso e conquistatore ma anche quella visione cambiò durante il lungo periodo di tempo in cui il cambiamento di religione si estese.

### I primi contatti

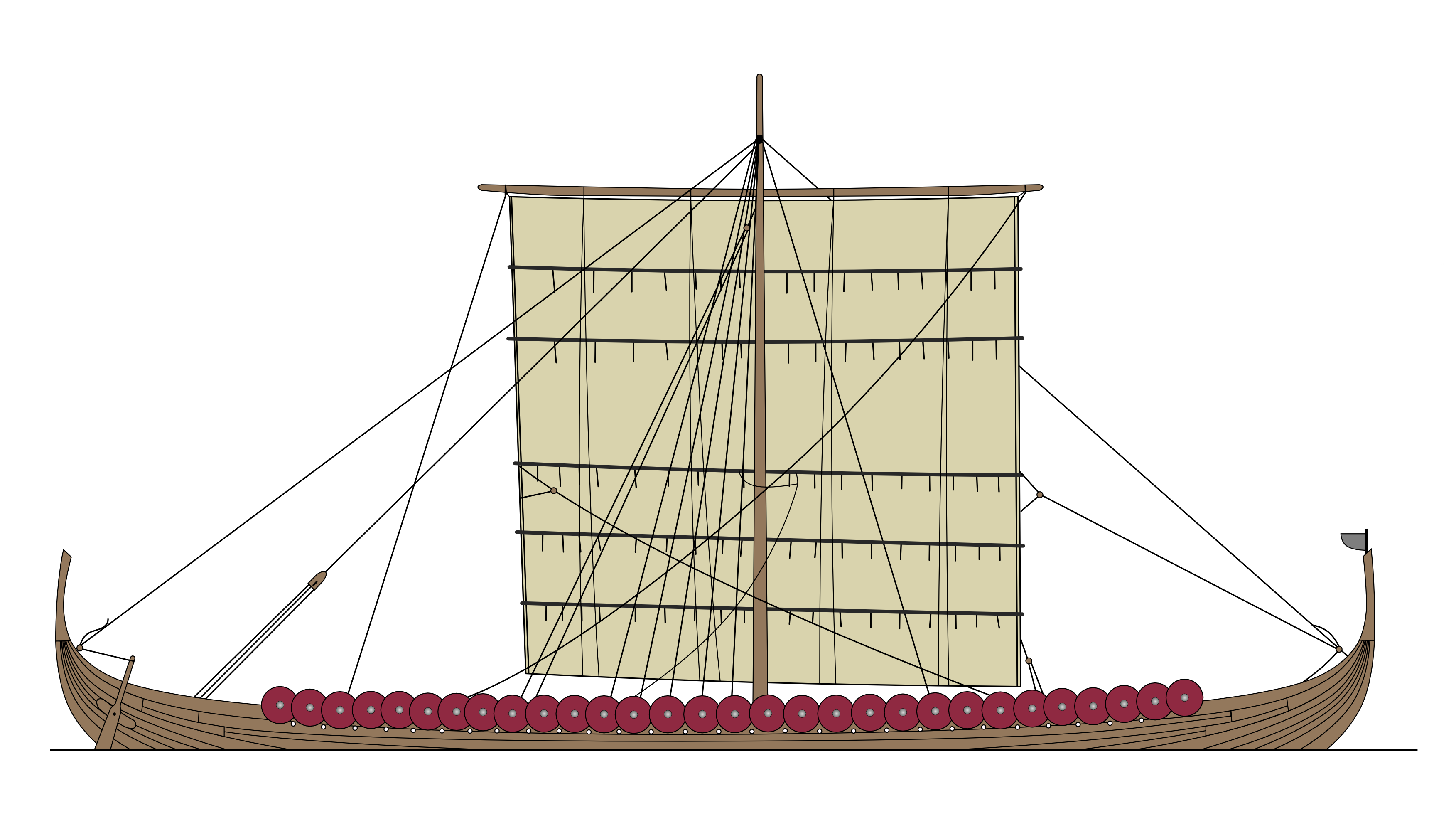
Lo sviluppo navale norreno permise ai vichinghi, dopo il 700, di spostarsi più agilmente lungo le coste nordiche, baltiche ed atlantiche d'Europa.

I primi contatti tra norreni e cristiani ebbero certamente luogo molto prima dell'VIII secolo, forse prima del crollo dell'Impero Romano d'Occidente (V secolo). Tuttavia, fu solo negli anni 820 che divenne politicamente possibile predicare in Scandinavia a gruppi più grandi. I reperti archeologici mostrano che la regione nordica solo intorno l'anno 700 iniziò davvero ad aprirsi all'Europa occidentale e quel contatto da quel momento iniziò a diventare molto più intenso che nel precedente periodo dell'età del ferro germanica, ad esempio attraverso spedizioni commerciali e militari. Il maggiore contatto era un prerequisito essenziale affinché il cristianesimo prendesse piede e quindi si affermasse come religione tra i popoli nordici.

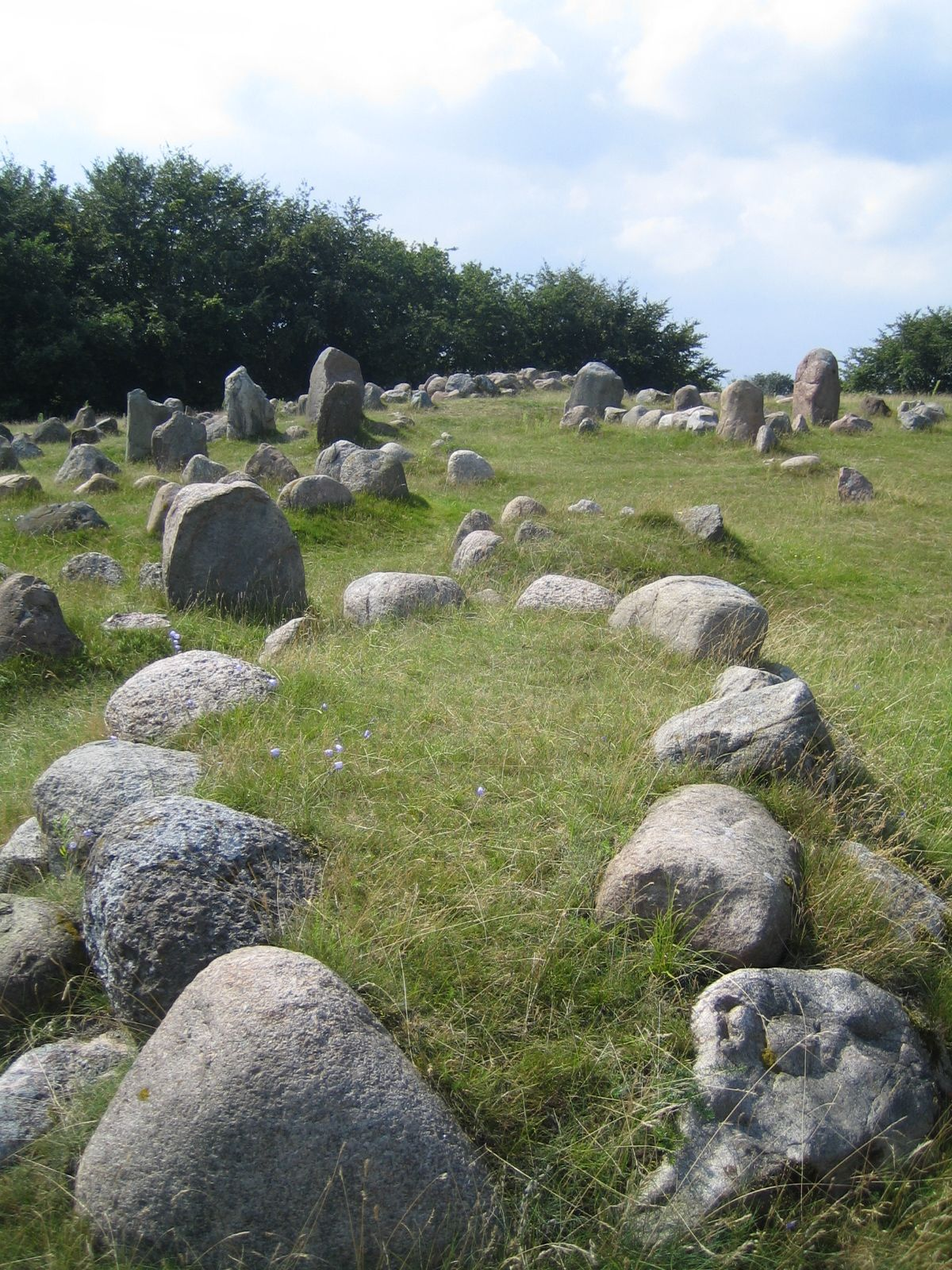
Nave di pietra di Lindholm Høje: il corredo funebre e la cremazione dei sepolti sono pagani ma l'orientamento della costruzione verso est e l'inumazione di alcuni corpi senza corredo funerario sono cristiani.

Un passaggio cruciale affinché la nuova fede potesse attecchire avvenne con l'inizio della cosiddetta «Epoca vichinga». La comprensione generale dell'etimo "Vichingo" e dell'età vichinga è caratterizzata dalle descrizioni che provengono principalmente dai monasteri dell'Europa occidentale. Un vichingo può quindi essere definito come un norreno che è stato in contatto con la cultura cristiana in una forma o nell'altra. Ciò implica che quando le fonti storiche cominciarono a descrivere i norreni, il primo incontro tra la cultura norrena e il cristianesimo era cosa fatta; la religione norrena descritta nelle fonti scritte risale all'epoca in cui il cristianesimo si era già affermato in Scandinavia e l'influenza culturale dell'Europa meridionale e occidentale risultava forte da diversi secoli.
All'inizio del IX secolo fu istituita ad Amburgo una sede arcivescovile (v.si seguito "Centri missionari e Opera missionaria") con lo scopo di organizzare e guidare la missione cristiana nell'Europa settentrionale e orientale. Questo centro produsse fonti che attribuiscono ai missionari tedeschi il merito della cristianizzazione della Scandinavia ma ci sono molte prove che la Chiesa inglese e quella rutena giocarono un ruolo altrettanto importante, tanto quanto che fondamentale fu l'iniziativa missionaria dei re scandinavi. Molte delle più antiche chiese sono, ad esempio, costruite sul modello inglese, mentre le chiese di San Clemente provengono da Kiev. Per quanto è noto, le prime chiese nei paesi nordici furono costruite nei grandi centri commerciali di Birka, Ribe e Hedeby, i più importanti e quindi spesso visitati da commercianti stranieri, tra cui molti cristiani. La funzione principale di queste prime chiese non era quindi quella di fungere da centri missionari ma piuttosto di provvedere alla cura e alla protezione dei mercanti cristiani. Fin dall'inizio, però, il sacerdote ebbe il permesso di battezzare e predicare alla popolazione locale.
Nel IX e X secolo molti coloni lasciarono la Scandinavia per insediarsi nei paesi dell'Europa occidentale saccheggiati dai loro antenati. Le principali aree di insediamento furono il Danelaw (Inghilterra), l'Irlanda orientale, le aree costiere e le isole della Scozia settentrionale e la Normandia. Queste aree erano già cristiane quando i norreni vi si stabilirono come agricoltori. Anche Islanda, Fær Øer e Groenlandia furono colonizzate ma erano disabitate o non cristiane. I norreni che si stabilirono in paesi già cristiani spesso si lasciarono convertire. Le persone che rimasero cristiane in misura maggiore di quelle che tornarono nei nordici dopo una conversione all'estero. Ciò significava che colonie cristiane e nordiche sorsero gradualmente in diversi luoghi dell'Europa occidentale e orientale.
In alcune tombe di tutta l'età vichinga sono stati trovati segni del cristianesimo sotto forma di croci di piombo e candele di cera. Cambiamenti nelle usanze funerarie generali in una determinata area può essere utilizzata come indicatore di quando è avvenuto un effettivo cambiamento di religione nella popolazione generale di quel luogo. Gli scavi hanno dimostrato che le fosse del fuoco furono sostituite da fosse di terra nella Norvegia sudoccidentale già nella prima metà del X secolo. Le tombe a cremazione non furono mai usate dai cristiani, mentre le tombe funerarie furono usate solo raramente in epoca precristiana. Questo cambiamento avvenne in epoca precedente rispetto alla Danimarca, dove avvenne a metà del secolo. La Norvegia interna e l'area intorno a Trondheim, tuttavia, rimasero per molto tempo prevalentemente pagane.

### La conversione dei re

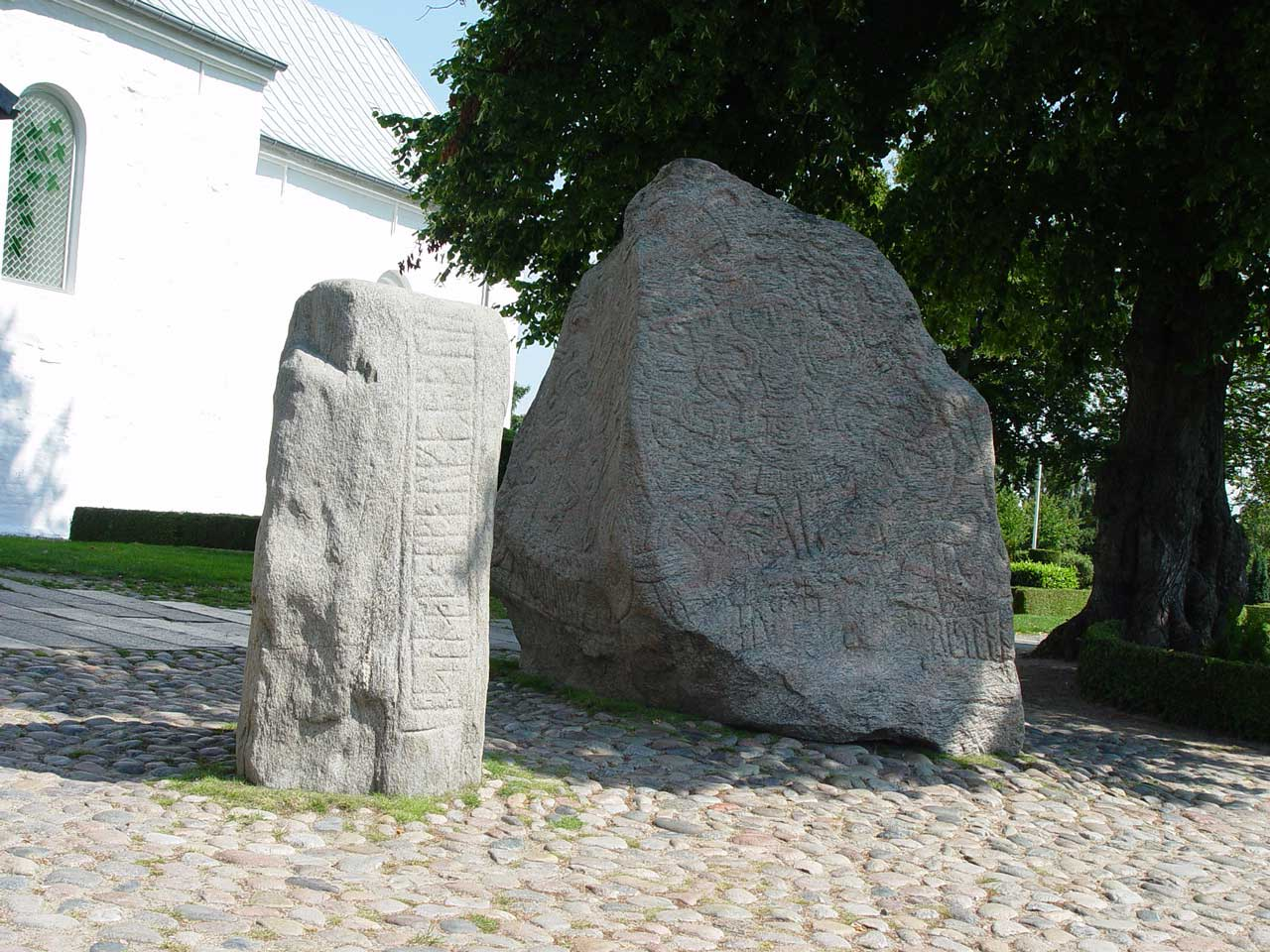
Pietra runica "cristiana" di Aroldo I di Danimarca a Jelling (dx), accanto a quella "pagana" di suo suocero (sx).

Quando re Aroldo I di Danimarca si convertì al cristianesimo (post-960), molti dei suoi sudditi erano probabilmente già cristiani ma c'erano ancora molti che si attenevano all'antica fede. Un quadro simile prevaleva per gli altri paesi nordici: quando il principe si convertì alla nuova fede, era puramente formale che il paese diventasse cristiano. Quella relazione venne applicata per molti anni da allora in poi. Quindi, anche se Aroldo I aveva fatto del cristianesimo la religione di stato, doveva comunque accettare che alcuni dei suoi vassalli, uno dei più importanti dei quali era il norvegese Hákon Sigurðarson, rimanessero pagani. Aroldo stesso si convertì solo in parte alla nuova fede (almeno all'inizio) per preservare la sua indipendenza dai tedeschi che all'epoca rappresentavano una minaccia ancora maggiore di quella che i Franchi erano stati prima di loro.
Un fattore importante dietro la conversione dei re fu lo sviluppo di società più complesse e organizzate nell'Europa settentrionale. Ciò significava che alla religione venivano poste nuove richieste che il cristianesimo era in grado di soddisfare meglio dell'antico credo. Per aumentare il potere del re necessitavano centralizzazione e burocrazia che solo l'amministrazione ecclesiastica era in grado di offrirli ai monarchi romano-barbarici. In tutti gli stati romano-barbarici esisteva infatti uno stretto legame tra l'assemblea del regno e il cristianesimo ed i vescovi missionari che venivano inviati in Scandinavia erano personaggi colti, già usi agli ambienti politici della Germania o dell'Inghilterra e quindi dei validi consiglieri per il processo di consolidamento del potere centrale. In ultimo, un non trascurabile motivo economico poiché i re pagani erano affascinati dalla ricchezza cristiana e alcuni di loro accettarono la nuova fede per accedere a questa ricchezza; ad esempio, alcuni nobili scandinavi potrebbero aver semplicemente voluto prendere i ricchi doni (come un raffinato indumento battesimale bianco) distribuiti dai nobili franchi che facevano da padrini dei candidati al battesimo.
Nel X secolo fu principalmente l'élite a seguire il re e professare la nuova fede ma lentamente si diffuse anche alla popolazione generale. Tuttavia, ci vollero diversi secoli prima che l'antica religione scomparisse. Durante gli ultimi quattro decenni del X secolo, quasi tutti i paesi nordici divennero formalmente cristiani. Lo Svealand fu l'unica importante eccezione, poiché il culto pubblico era ancora pagano nonostante una numerosa popolazione cristiana nel Mälaren ed il passaggio formale alla nuova fede vi avvenne solo negli anni 1080.
Fino all'anno 1100 furono gettate le basi per le istituzioni delle chiese nordiche. I primi vescovi danesi erano stati nominati a metà del X secolo, ma probabilmente avevano solo un rapporto formale con la città da cui prendeva il nome la loro diocesi e molti di loro potrebbero non aver mai visitato detta città. Sotto Canuto il Grande (r. 1018-1035) furono fondate le prime diocesi regolari in Danimarca e intorno al 1060 furono tracciati i confini delle otto diocesi nazionali che resistettero fino alla riforma del 1103, quando un arcivescovado fu istituito a Lund. Fino ad allora, i paesi scandinavi erano stati effettivamente indipendenti dal Papato, sebbene l'Arcivescovo di Amburgo-Brema rivendicasse l'intera provincia della chiesa nordica come propria sfera di competenza (v.si seguito "Centri missionari e Opera missionaria").

### Rafforzamento della Chiesa in Scandinavia

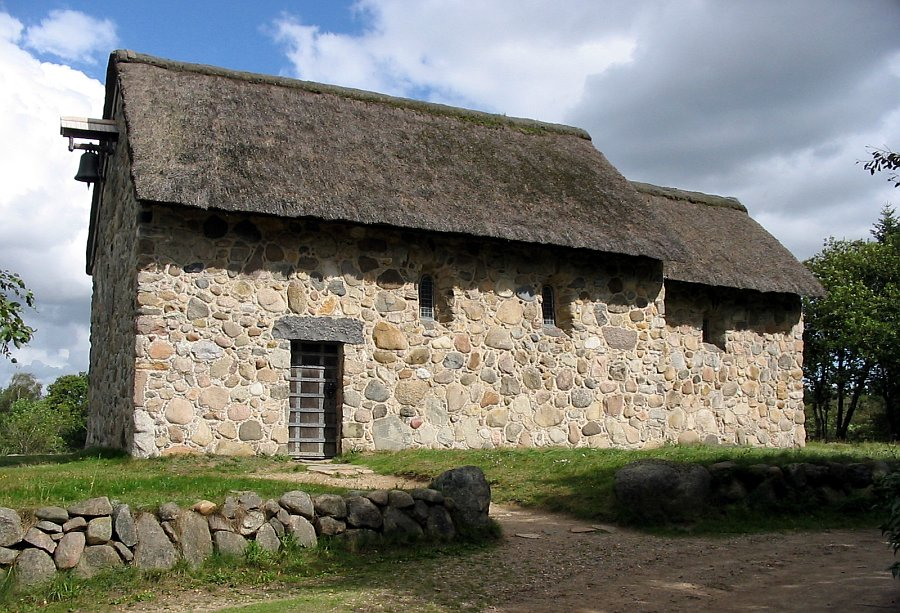
Ricostruzione di Chiesa di Tjørring come appariva originariamente nel XII secolo. Museo all'aperto di Hjerl Hede.

In Scandinavia, il clero nell'XI secolo era solitamente ancora di origine straniera. Fu solo nei cent'anni successivi, con il cristianesimo ormai istituzionalizzato in Danimarca, che apparvero i sacerdoti danesi. Nel resto della regione accadde solo più tardi. Le chiese che erano state costruite prima del XII secolo erano generalmente piuttosto piccole. In genere avevano un pulpito per il magnate che l'aveva sponsorizzato e la sua famiglia, mentre il sacerdote e i servi sedevano per terra. I contadini della zona circostante erano esclusi dal rito. La gestione di templi e santuari in epoca precristiana era stata affare delle alte classi sociali, Goði e Jarl, pertanto, quando queste si convertirono al cristianesimo, presero a sponsorizzare l'erigenda di chiese. I primi templi cristiani scandinavi erano strutture in legno, essendo l'architettura in pietra allora praticamente sconosciuta nella regione: strutture a pianta rettangolare, molto diverse dal modello della basilica a tre navate ormai imperante nell'Europa occidentale. Nessuna delle più antiche chiese in legno sono giunte sino a noi, essendo state per la maggior parte sostituite da chiese in pietra, più grandi, nel XII e XIII secolo. Solo in Norvegia le chiese in legno, le stavkirke, divennero una vera e propria istituzione e sono sopravvissute sino ad oggi.
L'arrivo dei monasteri e soprattutto dell'ordine cistercense nel XII secolo contribuì ad aprire la chiesa alla gente comune. Nell'Europa occidentale era sorto un nuovo tipo di cristianesimo che poneva maggiore enfasi sulla fede personale, il battesimo e la conversione della persona. Questo movimento guadagnò rapidamente influenza nei paesi nordici. Un effetto di questa nuova predicazione fu la costruzione di nuove chiese in luoghi dove prima non c'erano, nonché l'ampliamento di quelle antiche, in modo che quanta più popolazione possibile potesse accedere alla funzione religiosa. Dall'anno 1100 questa costruzione poteva essere vista in tutta Europa e anche in Scandinavia. In Danimarca, una parte di queste chiese è ancora conservata. Nella seconda metà dell'XI secolo furono erette nei paesi nordici le prime chiese di tipo basilicale mitteleuropeo e si trattò principalmente di cattedrali. Per la costruzione delle chiese in pietra fu a lungo necessario ricorrere a maestranze straniere poiché i muratori divennero comuni solo quando il mattone divenne più diffuso. L'intero sconvolgimento culturale avvenuto con il cambiamento di religione si rafforzò quando l'istituto ecclesiastico fu completamente stabilita intorno al 1300, seppur ancora sopravvissero nel nord elementi precristiani.
Il cambiamento di religione ebbe conseguenze sul modello di ruolo di genere in relazione alla pratica della religione. Nel periodo precristiano anche le donne di sangue reale, le Gyðja, e non soltanto gli uomini, officiavano il culto, specialmente nelle cerimonie relative al culto della fertilità di Freyr o della morte-rinascita delle Dísir negli alfeblót. Il prestigio delle Gyðje scomparve in epoca cristiana e non venne sostituito da alcuna istituzione simile.

## Centri missionari e Opera missionaria
Nel VI e VII secolo, le isole britanniche furono il centro di propagazione d'una fiorente cultura cristiana che ottenne una grande influenza su tutta l'Europa occidentale. Molti chierici britannici (gaelici e anglosassoni) attraversarono il Continente come missionari durante questo periodo (dal 590, l'irlandese san Colombano fu attivo nei territori merovingi), visitando anche paesi formalmente già cristiani come l'Italia. Questi predicatori itineranti era chiamati anche "pellegrini" che in origine significava "viaggiatori/stranieri". I pellegrinaggi erano dovuti a un elemento essenziale del cristianesimo anglosassone, la nozione di "esilio volontario", che i monaci praticavano tramite lunghi e pericolosi viaggi in terre straniere per predicare il cristianesimo. L'esilio diveniva così espressione del più alto grado di ascesi. Il primo missionario cristiano conosciuto in Scandinavia fu l'inglese Villibrordo (ang. Willibrord, 658–739), ma molto probabilmente con lui operarono in loco anche altri missionari britannici. L'influenza britannica sulle prime chiese norrene trova evidenze linguistiche, essendo le parole centrali liturgiche come "chiesa" (kirke), "calice" (kalk) e franchincenso (røgelse) derivate dalla lingua inglese antica.

Nelle fonti scritte, l'arcidiocesi di Amburgo-Brema, fondata nell'831, spicca come punto di partenza della missione cristiana nella regione nordica, perché la maggior parte delle fonti conosciute sono state scritte da persone legate all'arcidiocesi, che, forse volutamente, non menzionano missionari di altri paesi come l'Inghilterra e l'Irlanda. Tuttavia, i norreni erano stati in contatto con i cristiani molto prima dell'inizio della missione tedesca nel IX secolo: ad esempio i norreni che erano rimasti con i principi cristiani, come ostaggi, emissari o altro, furono influenzati dal cristianesimo. Questa forma d'influenza cristiana fu significativa solo per le élite scandinave stabilitesi nei paesi cristiani, tra le cui file crebbe rapidamente il numero dei convertiti. Il ruolo di primo piano giocato dall'arcidiocesi di Amburgo-Brema si lega soprattutto al disegno politico scandinavo orchestrato dai Carolingi (v.si seguito "Religione e politica") che ebbe la sua manifestazione nell'attività missionaria pianificata e diretta da Ebbone di Reims e Oscar di Brema. Le sorti stesse dell'arcidiocesi si legarono a doppio filo con gli esiti dell'opera missionaria in Scandinavia: quando i vichinghi di Horik I dello Jutland saccheggiarono Amburgo nell'845, ove Oscar era nel frattempo diventato arcivescovo, la sede dell'arcidiocesi fu trasferita a Brema! Da lì, Oscar riprese la sua attività missionaria fino a fondare la prima chiesa danese. Il suo successore, San Remberto, compì diversi viaggi missionari in Danimarca e Svezia, come pure l'arcivescovo Unni (917-936). Sant'Adaldago (936-988) fondò le diocesi di Schleswig, Ribe e Århus in Danimarca e quella di Oldenburg nell'Holstein. Con Adalberto (1043-1072) le missioni nordiche raggiunsero il loro apogeo; altre diocesi furono erette e all'arcivescovo spettò il compito di consacrare i vescovi per le isole Orcadi e per l'Islanda. Nel frattempo, la presa di potere nel vecchio impero franco della Dinastia ottoniana fornì un puntello politico alla supremazia di Amburgo-Brema. 
Non scemava però nel frattempo l'interesse (e la presenza) britannica in Scandinavia. Nel X secolo, molti sacerdoti inglesi erano di origine anglo-danese, inclusi tre arcivescovi, e si ritiene che avessero una grande simpatia per le attività missionarie nella regione nordica. I reperti archeologici hanno confermato la significativa influenza inglese, specialmente in Danimarca e Norvegia. Inoltre, all'inizio del XII secolo, si costruivano ancora chiese di tipo inglese in Scandinavia. Nel 1022, il vescovo di Roskilde fu ordinato dall'arcivescovo di Canterbury poiché l'allora re danese, il monarca anglo-scandinavo Canuto di Grande, tentava di rendere la chiesa danese indipendente da Amburgo-Brema ponendo la cattedra di Roskilde uno sotto l'importante sede inglese. Poco dopo, tuttavia, dovette accettare ancora una volta la supremazia di Amburgo-Brema nella provincia della chiesa nordica. In Svezia e Finlandia, d'altra parte, potente restò l'influenza cristiana orientale fino all'XI e XII secolo. La supremazia dell'arcidiocesi di Amburgo-Brema sulla vita ecclesiastica del nord declinò gradualmente man mano che il Papato, dal pontificato di papa Gregorio VII in poi, si interessò maggiormente al nord. Un passo significativo in questa direzione fu la fondazione di un arcivescovado per l'intera Scandinavia a Lund nel 1103–104.
I missionari nei paesi nordici dipendevano sia dal sostegno finanziario sia dalla protezione degli indigeni. Pertanto, erano probabilmente accompagnati da un magnate o da un re nei loro frequenti viaggi in giro per il paese tra le sue varie proprietà. In alternativa, si poteva stabilire presso i ricchi proprietari terrieri. A poco a poco, i missionari costruirono una rete parallela che finì in concorrenza diretta con la religione originaria. Una volta stabiliti i più antichi monasteri, divennero anche importanti centri per il lavoro missionario e la prima istituzionalizzazione del cristianesimo nei paesi nordici. Erano stati costruiti per volere dei re dai magnati e alcuni di loro furono probabilmente fondati molto presto nel periodo.
Sulla base dei resoconti dei vari tentativi missionari, si può tracciare un quadro della procedura generale di evangelizzazione dei paesi pagani. Un pastore di alto rango, preferibilmente un vescovo, era messo a capo d'una delegazione che avrebbe prima visitato il sovrano del paese interessato, per ottenere il suo appoggio prima d'intraprendere ulteriori azioni. Erano felici di riprendere i ragazzi che avrebbero potuto crescere come cristiani e poi addestrarli come missionari che avrebbero poi potuto essere inviati nei loro paesi d'origine. Un altro metodo era dimostrare la superiorità del Dio cristiano. Ciò poteva essere ottenuto mediante l'uso diretto della forza o mediante la distruzione di un santuario pagano. I missionari cristiani di solito incontravano per la prima volta l'opposizione della comunità pagana nel momento in cui distruggevano o profanavano i luoghi santi. Tradizionalmente venivano accettate idee religiose deviate, ma allo stesso tempo veniva richiesto il rispetto per i santuari della comunità.
Le missioni in Scandinavia incontrarono alcuni ostacoli pratico-logistici particolari: es. i Danesi non adoravano idoli di pietra o di legno come facevano i Sassoni o alcuni Svedesi; non ci si poteva pertanto limitare a distruggere un'immagine per dimostrare che Cristo era un dio superiore, come aveva fatto Carlo Magno con i Sassoni nel 782. I grandi siti religiosi noti (Viborg, Lejre, Lund e Odense) erano sedi delle più importanti adunate di popolo (da. landsting). Altri siti religiosi erano spesso situati presso sorgenti sacre, magnifici faggeti o cime isolate. Anche nel caso di conversi, gli scandinavi restavano attaccati a credenze della vecchia fede: es. le famiglie danesi che vivevano vicino alla terra non volevano offendere gli spiriti locali (da. landvætter) e lasciavano loro delle offerte anche quando battezzati. Le sorgenti sacre (da. kilder) furono pertanto consacrate a uno dei santi locali associati alla sorgente, mentre le chiese furono edificate sopra o vicino a luoghi sacri o con il legname proveniente dai boschi sacri, ed il simbolo del martello di Thor fu progressivamente sostituito dalla Croce.

## Il cristianesimo altomedioevale

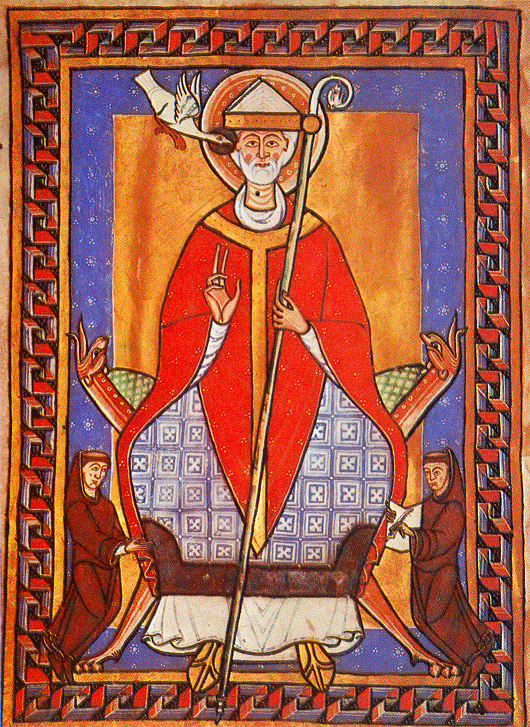
Papa Gregorio VII perseguì una politica attiva per fare del Papa il capo assoluto della cristianità.

Il cristianesimo altomedievale non aveva un'unica forma ma variava notevolmente da luogo a luogo, in Europa. Anche se esisteva un nucleo unitario riconosciuto, la pratica quotidiana variava: es. in Scandinavia non ci fu obbligo di celibato per i sacerdoti cristiani fino all'Alto Medioevo; i precetti religiosi osservati variavano molto da regione a regione; ecc. Il cristianesimo diffuso nell'Europa settentrionale aveva una forma più "bellicosa", sia rispetto al cristianesimo allora diffuso in Europa meridionale, sia rispetto a quello attualmente conosciuto. Nel cristianesimo diffuso tra i Germani, Gesù era ritratto come un re-guerriero vittorioso che conduce una guerra eterna contro i poteri del male; una figura che rievoca le divinità guerriere dell'antica religione indigena (Thor, Odino). Quando il cristianesimo si istituzionalizzò nel nord, assunse un carattere locale: es. Papa Gregorio VII lamentò in una lettera ad Aroldo III di Danimarca nel 1080 della persistenza pagana danese di volere i sacerdoti cristiani responsabili del clima. Un'altra grande differenza era che un'istituzione nei paesi nordici non poteva esistere come entità indipendente dal suo patrono e protettore, così la chiesa cristiana del nord divenne più una funzione che un'istituzione, in netto contrasto con il suo ruolo nelle ex-aree romane, dove poteva funzionare come entità indipendente.
Alcune delle istituzioni della chiesa erano importanti in tutta la cristianità, tra cui quella del vescovo, una figura centrale nei rituali ecclesiastici, poiché durante questo periodo i sacerdoti ordinari potevano svolgere solo un numero limitato di cerimonie liturgiche: es. solo un vescovo poteva consacrare una chiesa o ordinare nuovi sacerdoti. La ierocrazia papale e la forte autorità centrale della Chiesa di Roma furono il risultato della Riforma gregoriana e della Lotta per le investiture che coinvolsero Papato e Sacro Romano Impero nel XI-XII secolo; nulla di ciò esisteva nell'Alto Medioevo. L'organizzazione cristiana che s'insediò in Scandinavia era quindi significativamente diverso dalla sua forma successiva e matura. Allora, i re e i magnati avevano il controllo della chiesa locale e decidevano da soli chi avrebbe dovuto ricoprire gli uffici locali. Questa era una pratica del tutto conforme a quella precristiana/germanica, nella quale i santuari erano appartenuti a un grande uomo ed erano eretti sulla sua terra. Allo stesso modo, le nuove chiese finirono con l'appartenere alla persona che la fece costruire e che ne pagò il funzionamento. Il clero altomedievale non era quindi soggetto allo stesso controllo religioso e istituzionale che avrebbe avuto in seguito, pertanto le chiese locali avevano un'espressione molto varia e spesso la prima chiesa germanica funzionò in modo molto indipendente dalla chiesa romana.
Parti del cristianesimo avevano paralleli diretti nella religione nordica, mentre altre erano completamente estranee. Gli elementi ciclici del cristianesimo dell'epoca e l'idea di morte e resurrezione erano familiari anche ai norvegesi, poiché avevano diversi parallelismi nei propri miti. Lo stesso valeva per le nozioni di angeli custodi, guida divina e un giorno del giudizio imminente. Altre nozioni, tuttavia, erano loro totalmente estranee; per esempio, il ruolo di Gesù come riconciliatore tra Dio e l'uomo e il racconto della sofferenza, dove si è fatto carico della colpa dell'uomo. Nella regione nordica precristiana, il ruolo degli dei era stato quello di fornire "pace e prosperità" (non. fred og år) per la società nel suo insieme. Nella cultura cristiana, invece, si poneva l'accento sul rapporto tra uomo e Dio per tramite della fede. Allo stesso tempo, i dogmi cristiani rendevano impossibile la fede in altri dèi. Un'altra differenza significativa tra la vecchia religione e la nuova era la cosmologia unilaterale del cristianesimo, secondo la quale il cristianesimo era l'unica opzione per la salvezza dell'umanità e gli altri sistemi di credenze erano descritti come manifestazioni del male, laddove invece l'antica fece norrena non rifiutava né confutava le altre religioni. Era, tuttavia, uno dei grandi punti di forza del cristianesimo rispetto alla religione tradizionale che poteva fornire una risposta alle domande sul significato della vita e sul perché l'uomo è nato.
La conversione al cristianesimo non significava solo l'accettazione delle idee cristiane ma anche dei rituali e, non ultimo, delle regole della Chiesa. Anche quest'azione non era un gesto vuoto, poiché gli uomini di quel tempo erano, di regola, sinceramente convinti che i poteri divini si manifestassero direttamente nella vita terrena. Le concezioni di una divinità astratta e lontana erano completamente estranee ai più. Per l'individuo, quindi, il cambiamento di fede doveva essere reale e sincero, perché mentalmente la nuova religione aveva più senso, questo doveva essere applicato anche ai re.

## Il paganesimo norreno nel periodo di transizione
La percezione sociale nella cultura germanica differiva da quella romana che aveva sviluppato e veicolato in Europa il cristianesimo. I regni romano-barbarici erano molto meno centralizzati dell'impero romano. Tradizionalmente, tra i Germani, il re era importante solo come garante per un buon rapporto con gli dèi e come capo-guerra. L'influenza politica era nelle mani delle grandi famiglie di proprietari terrieri, in realtà autodeterminanti e legate al re solo attraverso un giuramento di fedeltà. Contrariamente alla successiva tradizione romana, nei regni germanici non era il re a possedere l'intero paese, ogni pezzo di terra era una proprietà personale. Le istituzioni indipendenti, note ad esempio dalla società romana, erano invece del tutto assenti e non potevano esistere legalmente indipendentemente da una persona. La principale debolezza dell'antica religione norrena quando venne in contatto con il cristianesimo fu proprio la mancanza di organizzazione ed autorità centrale e l'assenza di dottrine universali codificate. Al contrario, aveva un forte carattere individualistico e locale, il che significava che nel tempo il cristianesimo ha acquisito influenza su tutte le istituzioni essenziali della società.

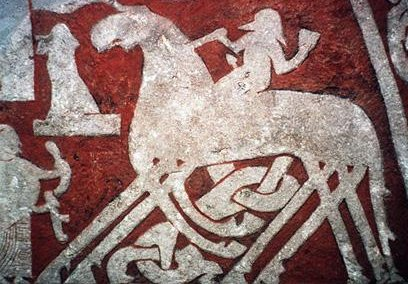
Odino sul suo cavallo Sleipnir.

Nella cultura nordica tradizionale, l'enfasi era posta sull'importanza della religione come base per la coesione nella società e sul suo ruolo nello stabilire le relazioni dell'individuo con la comunità. Il funzionamento di templi e santuari era generalmente una questione di le famiglie più importanti della comunità locale e di solito era anche per coloro che svolgevano la funzione di sacerdoti nella religione precristiana. Quando un principe o un capo si lasciava convertire al cristianesimo, era quindi l'intera comunità locale a cambiare fede.
Un segno del lungo periodo di transizione è che molti elementi del vecchio sistema di credenze, inclusi molti degli dei, sono sopravvissuti nel folclore scandinavo fino ai tempi moderni. La religione pagana che si diffuse durante il periodo di transizione subì grandi cambiamenti, poiché rituali e rappresentazioni precristiane devono essere stati influenzati dal contatto con il nuovo credo. Il concetto di Valhalla sorse probabilmente alla metà del X secolo sotto l'influenza delle idee cristiane del paradiso. Lo sconvolgimento culturale comportato dal cristianesimo fu epocale poiché latore della scrittura: le informazioni sull'antica fede norrena furono per la prima volta trascritte ma sicuramente in un contesto culturale sincretico cristiano-pagano. Saxo, ad esempio, descrisse l'antica cultura precristiana come uno stadio imperfetto e barbaro rispetto al cristianesimo vittorioso, mentre l'islandese Snorri Sturluson descrisse la mitologia norrena basandosi su un sistema letterario classico.
Le antiche tradizioni religiose continuarono ad essere importanti molto tempo dopo la conversione formale. Dopo aver fornito protezione e strutturato il mondo, erano però sfidate da idee aliene quali il Peccato originale e la Trinità: es. gli scavi archeologici in un cimitero a Lovön, vicino Stoccolma, hanno mostrato che le tradizioni pagane vi sopravvissero per almeno 150-200 anni. Questa era addirittura una località che, anche nella Svezia dell'epoca, era molto vicina al centro del potere. Un altro esempio sono le iscrizioni runiche dalla città commerciale di Bergen nel XIII secolo, su una delle quali sono invocate le valchirie e le nozioni cristiane sono quasi del tutto assenti!

## Convivenza, conflitto e sincretismo

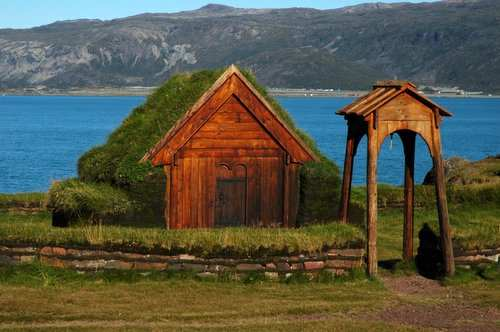
Ricostruzione moderna della chiesa di Thjodhild a Brattahlíð (Groenlandia).

A metà del IX secolo, il cristianesimo era tollerato sia in Danimarca sia in Svealand e c'erano chiese in tre delle città più grandi con sacerdoti autorizzati a predicare e battezzare. Diverse fonti del IX-XIII secolo testimoniano però che i rapporti non furono sempre pacifici tra i seguaci delle due religioni: es. il IX e X secolo furono caratterizzati da una certa tolleranza cui seguì l'imposizione forzata del cristianesimo sulla vecchia fede. Richiedeva che fosse stata costituita una vera e propria istituzione ecclesiastica e che avesse un forte sostegno, soprattutto dalla casa reale.
Nella società norrena precristiana, le altre religioni non erano accettate sulla base di moderne idee di tolleranza ma piuttosto perché esistevano e quindi bisognava gestirle. Accettare una divinità non implicava rifiutare le altre e pertanto, in un simile contesto, Gesù fu incluso nel novero degli antichi dèi. Questo potrebbe essere stato un fattore che contribuì ad allungare il periodo di transizione tra i due sistemi religiosi. Quando il cristianesimo ebbe sviluppato un sistema di credenze alternativo e in diretta opposizione a quello tradizionale, in diverse occasioni fu necessario adottare misure pragmatiche per evitare conflitti religiosi.
All'inizio, il cristianesimo era molto probabilmente percepito solo come una forma di supplemento alle idee religiose più antiche. Diverse fonti descrivono figure mitologiche cristiane alla pari degli dèi norreni.

### Conflitti
I conflitti sorsero a livello familiare tanto quanto al più alto livello sociale; ad esempio, la Saga dei Groenlandesi riporta che la moglie di Erik il Rosso, Thjodhild, dopo la sua conversione al cristianesimo, si rifiutò di vivere con il marito fintanto che egli adorava gli antichi dei. Molti conflitti erano anche il risultato del fatto che la religione non era allora esclusivamente una questione privata ma in molti contesti aveva un significato per l'intera società. Una delle funzioni più importanti del re germanico/norreno era fungere da capo religioso dell'intero paese; quindi, se il re non assicurava un buon rapporto con i poteri divini, l'intera società rischiava di esserne danneggiata. Pertanto, la conversione del sovrano poteva causare disordini. Molto conflittuale fu il divieto cristiano di officiare le antiche pratiche religiose: es. la chiesa proibiva il culto degli antenati che era un elemento essenziale della religione norrena.

### Sincretismo
Immediatamente, non c'è nulla nelle fonti scritte che suggerisca un sincretismo distinto, piuttosto l'esistenza di due sistemi di credenze paralleli; sebbene nella fase iniziale Gesù sia spesso percepito come un dio tra tanti. Tuttavia, diversi resti materiali mostrano segni di una sorta di mescolanza tra le due religioni, ad esempio simboli cristiani e pagani sono combinati su diversi oggetti. Sulla base delle sole occorrenze individuali, è impossibile dedurre cosa ricopra realmente questa mescolanza: possono essere i resti di una vera religione mista, il risultato dell'incertezza sul significato più profondo dei simboli, una forma di doppia guardia, o che i simboli sono stati rimossi dal loro contesto originale. Non solo risalgono a una breve fase di transizione, ma risalgono al XIII secolo; ad esempio sotto forma di simboli di martello sul fonte battesimale nella Chiesa di Gettrup a Thy.

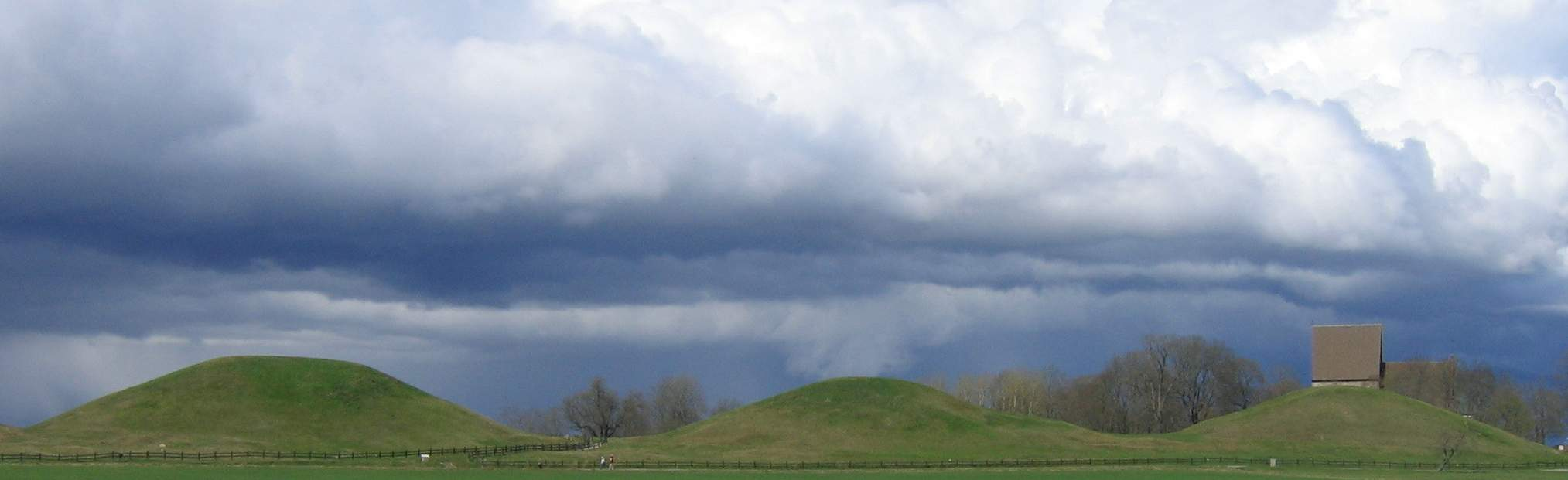
Tumuli funerari reali e chiesa a Gamla Uppsala, città presso la quale Adamo da Brema indicò l'esistenza d'un grande tempio norreno.

Tuttavia, ci sono molte prove che i norvegesi conservassero molte delle nozioni e idee tradizionali sul ruolo degli dei, ora semplicemente legate al dio cristiano. Elementi del cristianesimo nordico erano in molti casi basati su vecchie nozioni pagane, ad esempio il ruolo del dio come garante della stabilità e della ricchezza della società, le grandi feste annuali continuavano, proprio in nuove ambientazioni. Ma proprio come nel periodo precristiano, tutti avevano il dovere di partecipare alla festa. Molti degli altri rituali si basano anche su rituali più antichi. Diversi rituali pagani continuarono anche in ambienti cristiani, sebbene per la maggior parte fossero considerati semplici superstizioni dagli ecclesiastici. La transizione verso un nuovo sistema di credenze non era quindi ancora completa nella Scandinavia del XI secolo.
Anche in altre aree si sono riscontrati chiari segnali di continuità; molti antichi centri di culto, ad esempio, continuavano a funzionare come luoghi santi, ora solo in forma cristiana; questo vale, tra l'altro, per Viborg, Odense e Uppsala, che divennero ciascuna la casa del proprio vescovo. In altri casi, i monumenti pagani sono stati rimodellati in modo da dare loro un significato cristiano. A Jelling, un complesso originariamente pagano fu ricostruito dal primo re cristiano di Danimarca, Aroldo I, in quanto una chiesa cristiana insolitamente grande fu costruita all'interno di una cornice di pietra più antica e tra due tumuli funerari. Allo stesso tempo, la salma del padre pagano di Aroldo, Gorm il Vecchio, fu traslata dal tumulo pagano nella nuova chiesa, mentre nella vecchia tomba furono collocati oggetti cristiani come candele di cera e coppe d'argento, presumibilmente per includere ritualmente questo luogo fino ad allora pagano nella sfera cristiana.
Paradossalmente, nella lunga fase di transizione tra la società tradizionale pagana e quella cristiana, non c'è mai stato un divario abissale tra i concetti religiosi delle due religioni; ad esempio, i santi erano spesso usati come ingresso in un universo politeistico, un approccio che può essere quasi descritto come sincretismo consapevole.
Tuttavia, l'influenza è avvenuta in larga misura anche nell'altro modo, dal cristianesimo alla religione norrena. Molte delle figure mitologiche pagane possono infatti essere state influenzate da idee cristiane: es. il dio-morto Baldr è stato interpretato come una versione norrena di Gesù; Heimdall che suona il Gjallarhorn per annunciare il Ragnarok si rifà all'arcangelo Gabriele nella Bibbia; ecc. L'influenza cristiana sulla religione norrena potrebbe addirittura essere iniziata durante l'Età del ferro germanica ed è quindi difficile dedurre quali elementi della religione siano originali e non influenzati dal cristianesimo

## Religione e politica

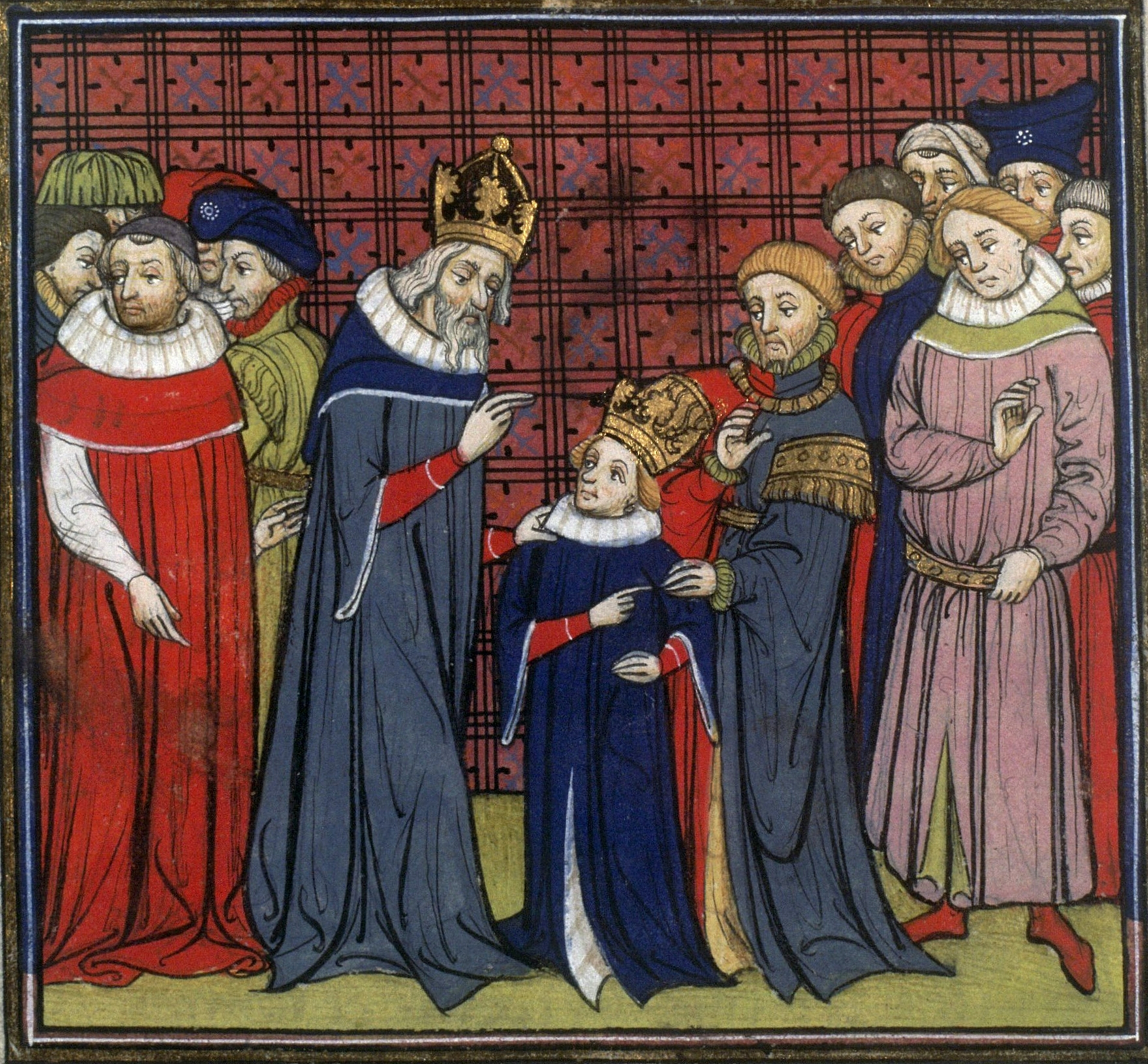
Miniatura raffigurante Carlo Magno e suo figlio Ludovico il Pio, due figure fondamentali per la diffusione del cristianesimo in Danimarca.

Come anticipato, esisteva uno stretto rapporto tra l'assemblea nazionale e il cristianesimo in tutti i nuovi stati emersi in Europa nell'Alto Medioevo. Allo stesso modo, la diffusione della monarchia centralizzata come istituzione politica nei paesi nordici coincise con il passaggio dal paganesimo al cristianesimo. Ciò era in parte dovuto al fatto che la chiesa cristiana poteva offrire ai principi un quadro ideologico per il nuovo apparato statale. D'altra parte, l'imperatore franco vedeva anche un vantaggio politico-militare nel rendere cristiani i suoi forti vicini pagani nell'est e nel nord, facendone poi dei vassalli. La sottomissione e la cristianizzazione forzata dei Sassoni da parte di Carlo Magno (r. 768-814) a seguito del massacro di Verden (782) fecero sì che l'impero franco arrivasse a condividere un confine con la Danimarca. Fu certamente un segnale fortissimo, per i pagani scandinavi, specialmente i Danesi che prima tentarono di occupare la Frisia e poi (808) eressero un enorme terrapieno, il Danevirke, per separare lo Jutland dalle terre dei Franchi, e segnò il passo per l'avvio dell'attività missionaria di figure come Ebbone e Oscar di Brema, patrocinate dal figlio di Carlo, Ludovico il Pio (r. 814-840).
Taluni studiosi ritengono addirittura che le incursioni vichinghe siano cominciate quale risposta al mutato scenario politico imposto dai Carolingi: da una parte una reazione alle conversioni forzate e dall'altra una valvola di sfogo per i gruppi tribali che stavano venendo emarginati dall'affermazione dell'autorità regia centrale in Scandinavia.
La seconda metà del IX secolo fu segnata da alcuni dei più estesi attacchi vichinghi all'Europa occidentale, mentre l'impero franco, dal regno di Lotario I (r. 840-855), s'indeboliva. Non ci sono, non a caso, notizie di missioni cattoliche nei paesi norreni in quegli anni, probabilmente perché i principi scandinavi non hanno ritenuto necessario sostenere la Chiesa nel momento in cui le terre cristiane erano deboli e, di conseguenza, il cristianesimo veniva percepito come una religione debole. All'inizio del X secolo, la protezione contro le incursioni dei Vichinghi divenne più efficace e il Sacro Romano Impero Germanico degli Ottoni attaccò la Danimarca (nel 974, Ottone II avrebbe appunto espugnato il Danevirke). Ciò implicò la rinascita dell'opera missionaria cristiana, poiché il re danese ora aveva un maggiore bisogno di stare in buoni rapporti con i regni cristiani. La conversione di Aroldo I di Danimarca nel 965 era dovuto anche al fatto che a quel tempo esisteva già un partito cristiano interno al regno abbastanza numeroso da potergli dare il sostegno necessario per operare il cambio di religione. La conversione di un re non era un atto individuale: il re germanico era tradizionalmente coinvolto nel culto religioso del paese, pertanto doveva assicurarsi di avere il sostegno necessario dai magnati del paese prima di cambiare religione.
Per i norreni in generale, c'erano anche vantaggi sociali, economici e politici associati all'attaccamento al cristianesimo quando si recavano nelle aree cristiane, poiché potevano così essere accettati e quindi avere un rapporto migliore con le persone del luogo.

## Cristianizzazione della Danimarca

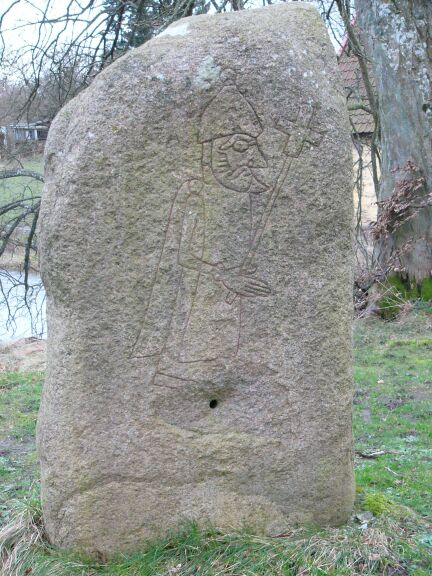
La "Pietra runica Sövestad 1" (Scania) raffigura un uomo che porta una croce.

La diffusione del cristianesimo in Danimarca avvenne in modo intermittente. I danesi erano allora divisi in tribù comandate da jarl indipendenti e mancava un'unica autorità centrale. Il "Paese dei Danesi" era composto da Jutland e Schleswig-Holstein, fino all'Eider, per la parte continentale e dalle grandi isole di Zealand, Funen e Langeland cui s'affiancavano le isole minori e la Skåneland. Il cristianesimo, come anticipato, vi era già giunto, prima tramite le scorrerie che portarono al nord schiavi e/o future mogli cristiane, poi tramite il contatto politico con l'Impero carolingio e le Isole britanniche. Un'altra influenza cristianizzante fu l'emigrazione di massa dei danesi in Inghilterra e Normandia negli anni vichinghi. Migliaia di danesi si stabilirono nell'Inghilterra centro-orientale e nella Francia settentrionale spostandosi o sposandosi con la gente del posto che era cristiana. Una volta che una parte di un clan danese diventava cristiana, spesso significava che il punto di vista del resto della famiglia nei confronti del cristianesimo si ammorbidiva.
I primi concreti sforzi missionari in Scandinavia ebbero come obiettivo la Danimarca e coinvolsero, come anticipato, Villibrordo, il c.d. "Apostolo dei Frisoni" che predicò nello Schleswig, allora dipendenza danese. Andò a nord dalla Frisia tra il 710 e il 718, durante il regno del re Ongendus. Villibrordo e i suoi compagni ebbero però scarso successo: il re era rispettoso ma non aveva alcun interesse a cambiare le sue convinzioni. Angantyr permise a 30 giovani di tornare in Frisia con Villibrordo il cui intento era forse di educarli e reclutarne alcuni per unirsi ai suoi sforzi per portare il cristianesimo ai danesi. Un secolo dopo Ebbone di Reims e Villeado di Brema, battezzarono alcune persone durante la loro visita in Danimarca nell'823. Tornò in Danimarca due volte per fare proselitismo ma senza alcun successo registrato.
I racconti di Villibrordo e Harald sono semi-mitici e integrano temi mitico-leggendari della tradizione pagana norrena nelle loro storie cristiane. Una variante sincretizzata della storia di Harald, che lo vede combattere Ragnar Lodbrok per stabilire il cristianesimo in Danimarca, appare nel nono libro del Gesta Danorum di Saxo Grammaticus. Ebbone è il nome di una mitica figura nordica, Ibor, noto anche come Egil o Orvandil, che è un arciere, elfo e fabbro che si rivolta contro gli dèi Asi e fa loro guerra, e la storia di Ebbone di Reims integra temi della storia del divino Ebbone, inclusa la nascita e la migrazione di contadini (non Asi). L'usurpazione di Harald e i suoi sforzi per la cristianizzazione sono legati a diverse storie di "usurpazione" e "cambiamenti nei sacrifici", inclusa l'usurpazione di Mithothyn e l'introduzione del culto di Frey a Uppsala, in quanto utilizzano motivi e figure mitiche simili.
Molti degli attuali santi danesi datano agli anni della cristianizzazione del paese e sono legati a specifici luoghi ove predicarono: San Kjeld a Viborg; San Niels/Nicola ad Aarhus; San Canuto a Odense; Canuto Lavard, Oscar di Brema, Teodgaro di Vestervig, San Guglielmo, San Leofdag di Ribe e altri hanno dato la loro vita e i loro sforzi al compito di rendere cristiani i danesi.
Il primo re danese a convertirsi al cristianesimo fu Harald Klak dello Jutland che si fece battezzare durante il suo esilio (814-819) per ricevere l'appoggio di Ludovico il Pio contro Horik I, un altro reuccio danese. Ludovico si offrì di nominare Harald Duca di Frisia se avesse rinunciato agli antichi dèi. Harald acconsentì e la sua famiglia e i 400 danesi con lui furono battezzati a Ingelheim am Rhein. Quando Harald tornò nello Jutland, l'imperatore Ludovico ed Ebbone incaricarono il monaco Oscar di Brema di accompagnare Harald e sovrintendere al cristianesimo tra i convertiti. Remberto riferisce che partì per tornare a casa, accompagnato dai missionari ma Sanmark considera «improbabile» che sia effettivamente tornato nello Jutland e quindi considera il suo impatto sulla conversione della Danimarca minore di quanto ad oggi ritenuto. Nell'826, Harald Klak fu nuovamente costretto a lasciare la Danimarca da Horik I ed Oscar lo seguì, abbandonando il paese e concentrando i suoi sforzi sulla conversione degli svedesi (v.si "Cristianizzazione della Svezia"). Horik I saccheggiò poi Amburgo, provocando lo spostamento della sede arcidiocesana. Oscar tornò in Danimarca nel 860 e conquistò la fiducia dell'allora re Horik II (r. 854-870) che gli diede un terreno a Hedeby per costruirvi la prima cappella cristiana del paese.

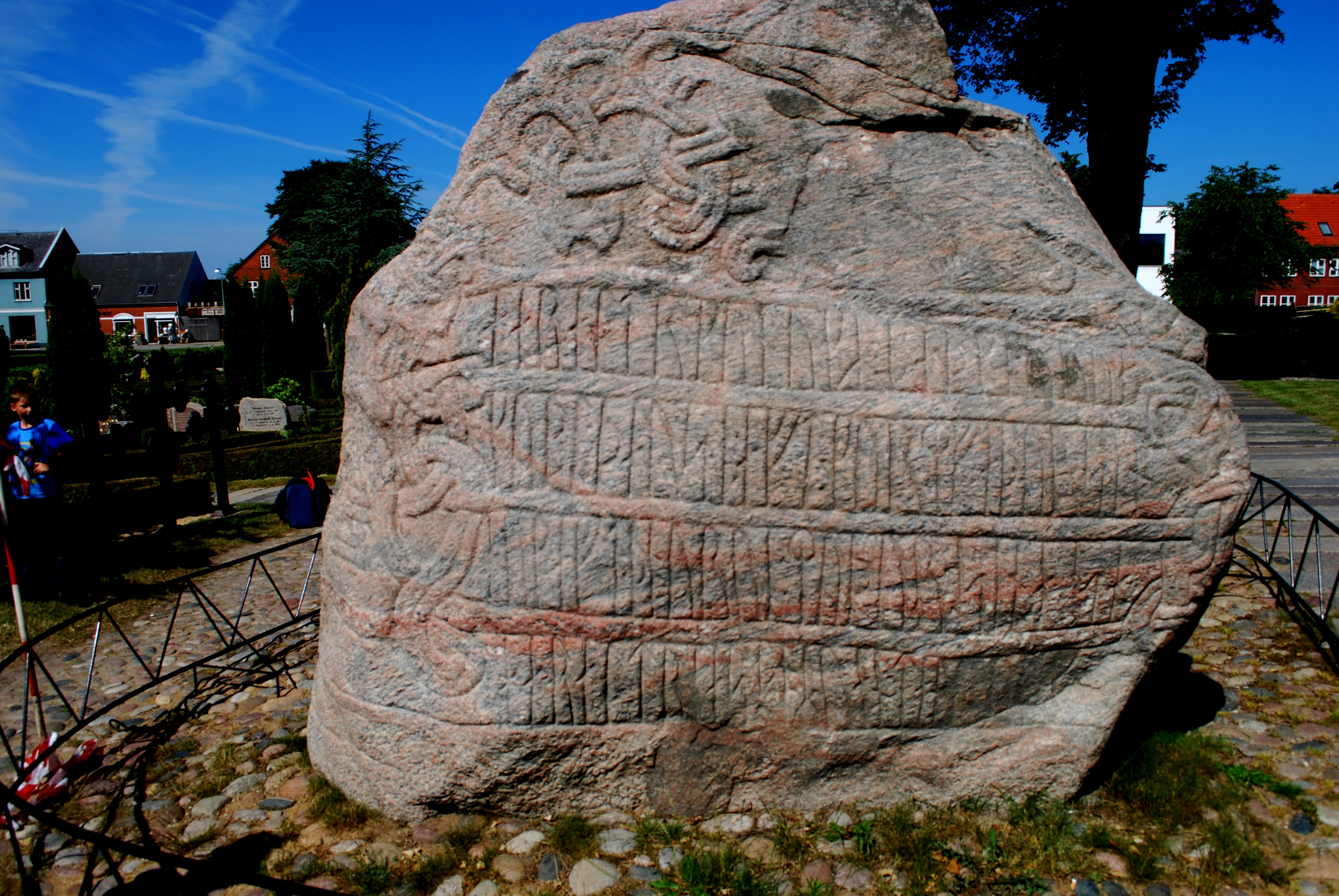
Pietra runica di Aroldo I di Danimarca a Jelling.

Una seconda chiesa fu fondata pochi anni dopo a Ribe, importante città commerciale sulla costa occidentale del paese che divenne pertanto (948) sede della diocesi danese dipendente dall'arcidiocesi di Amburgo-Brema il cui vescovo, San Leofdag, fu assassinato quell'anno mentre attraversava il fiume Ribe. Regnava allora sulla Danimarca, per la prima volta unita sotto un unico scettro, Gorm il Vecchio (r. 936-958), «duro e pagano» ma la cui regina, Thyra, permise ai cristiani di vivere più o meno serenamente. Fu la conversione al cristianesimo di loro figlio, Aroldo I di Danimarca (r. 933-986), a segnare la svolta per la cristianizzazione della Danimarca e di tutta la Scandinavia. Inizialmente, Aroldo rimase pagano, consentendo la predicazione pubblica ai missionari cristiani già nel 935 ma nel 960 si convertì egli stesso, convinto dall'ordalia del monaco frisone Poppo che resse per lui un pezzo di ferro riscaldato dal fuoco senza riportarne lesioni. Anche la figlia di Aroldo, Grunilde, e suo figlio, Sweyn furono battezzati. Le storie tedesche registrano che Aroldo fu battezzato alla presenza dell'imperatore Ottone I, padrino del principe Sweyn. A seguito della conversione, i re danesi abbandonarono il vecchio recinto reale di Jelling e trasferirono la loro residenza a Roskilde, sull'isola di Zealand. Sweyn si ribellò al padre, che spese una quantità eccessiva di tempo e denaro per erigere una grande pietra a Jelling per commemorare i suoi successi. Un giorno, re Aroldo chiese a un viaggiatore se avesse mai visto esseri umani spostare un carico così pesante e questi gli rispose: «Ho visto Sweyn trascinare via da voi tutta la Danimarca, signore. Giudica tu stesso chi di voi porta il peso più pesante». Aroldo lasciò la pietra sul sentiero, rendendosi finalmente conto che Sweyn era quasi riuscito a sottrargli l'intero regno. Diverse battaglie portarono la ribellione allo stallo ma nel 985 Aroldo fu ferito a morte da una freccia. Successivamente le sue spoglie furono sepolte nella chiesetta di legno di Roskilde, allora capitale della Danimarca. I suoi resti dovrebbero essere murati in uno dei pilastri della cattedrale di Roskilde.
Sweyn I cercò di strappare il controllo della chiesa danese al Sacro Romano Impero e di conseguenza fu diffamato dagli storici tedeschi del suo tempo che l'accusarono di essere ricaduto nel paganesimo e di perseguitare i cristiani in Inghilterra. Infatti Sweyn diede un terreno alla grande cattedrale di Lund per pagare il mantenimento del capitolo. Il suo esercito distrusse le chiese cristiane in Inghilterra come parte della sua invasione in seguito al Massacro del giorno di san Brizio organizzato da Etelredo II d'Inghilterra ma quando divenne re d'Inghilterra e di Danimarca (1013), seppe mostrarsi più conciliante con gli ecclesiastici che aveva perseguitato.
All'inizio dell'XI secolo, certamente durante il regno di Canuto IV (r. 1080-1086), la Danimarca era ormai un paese cristiano. Più tardi canonizzato come santo, Canuto IV fu assassinato all'interno della chiesa di Sant'Albano nel 1086 come esito d'una rivolta nazionale congiunta di nobili e contadini contro l'istituto da lui imposto della decima ecclesiastica. La tassa e le istituzioni ch'essa foraggiava erano considerate influenze straniere dai danesi e il rifiuto di Canuto di utilizzare le assemblee regionali, com'era consuetudine, per stabilire nuove leggi, provocò la sua morte, quella di suo fratello, il principe Benedetto, e di altri diciassette membri della casa reale. Per molti versi la canonizzazione di San Canuto nel 1188 segna il trionfo del cristianesimo in Danimarca. Quando le sue spoglie furono trasferite nella cattedrale di Odense, l'intera nazione si umiliò con un digiuno di tre giorni. Pur non essendo stato il primo santo danese, era la prima volta che un re, simbolo di una Danimarca più o meno unita, veniva riconosciuto come un esempio degno di venerazione dai fedeli.
Da quel momento e fino al 1536, quando la Danimarca divenne un paese luterano con il sovrano come capo titolare della Chiesa nazionale danese (da. Folkekirke), la lotta di potere tra re, nobili e Chiesa avrebbe definito gran parte del corso della Storia del paese.

## Cristianizzazione della Svezia

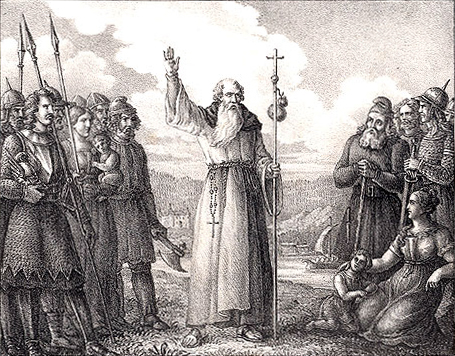
Oscar di Brema fece un tentativo fallito già negli anni '30 dell'800 di cristianizzare gli svedesi.

Come accennato, il primo tentativo noto di convertire gli svedesi al cristianesimo fu fatto da Oscar di Brema nell'830. Il missionario agiva con l'invito ed il supporto del semi-leggendario re svedese Björn at Haugi che permise la costruzione d'una chiesa a Birka, forse la più antica città di Svezia e snodo fondamentale della rotta che univa il mondo scandinavo con l'impero bizantino, ma il suo messaggio fu accolto con scarso interesse dagli indigeni. Nello stesso anno in cui i danesi saccheggiarono Amburgo, ci fu un'insurrezione pagana a Birka che portò al martirio di Nithard e costrinse alla fuga il missionario residente, mons. Gautbert. Oscar tornò a Birka nell'854 per ristabilire le posizioni cristiane in loco. L'arcivescovo Unni di Amburgo (†936) fece un altro tentativo fallito. Nel X secolo, diversi missionari inglesi erano attivi per il Västergötland.
I sostenitori dell'antica fede, ben saldi ad Uppsala ove Adamo da Brema descrive l'esistenza di un grande tempio pagano, stipularono un reciproco accordo di tolleranza con Olof III di Svezia (r. 995-1022), il primo re cristiano di Svezia. Presumibilmente, Olof III non era in una posizione abbastanza solida da imporre con la violenza il cristianesimo nell'Uppland, come invece faceva in quegli anni Olaf I di Norvegia (v.si "Cristianizzazione della Norvegia"). Olof III stabilì una diocesi a Skara, nel Västergötland, vicino alla sua roccaforte a Husaby intorno al 1000. Un'altra diocesi fu istituita a Sigtuna da re Stenkil di Svezia (r. 1060-1066), secondo Adamo di Brema. Questa sede fu spostata a Gamla Uppsala probabilmente tra il 1134 e il 1140. Ciò potrebbe essere dovuto all'importanza di Uppsala come antica residenza reale e sito di cose, ma potrebbe anche essere stato ispirato dal desiderio di dimostrare che la resistenza al cristianesimo nell'Uppland era stata sconfitta Per iniziativa del papa, nel 1164 fu istituita a Uppsala un'arcidiocesi per la Svezia.
Quello che potrebbe essere stato uno degli scontri più violenti tra cristiani e pagani svedesi coinvolse Ingold I di Svezia, figlio di Stenkil, e Blot-Sven di Svezia negli anni 1080. Questo racconto sopravvive nella Saga degli uomini delle Orcadi e nell'ultimo capitolo della Saga di Hervör, dove il testo si sposta successivamente dalla storia leggendaria agli eventi storici svedesi durante i secoli precedenti la sua compilazione. Il re in carica, Inge, decise di porre fine ai tradizionali sacrifici pagani a Uppsala, provocando una controreazione pubblica. Inge fu costretto all'esilio e suo cognato Blot-Sven fu eletto re a condizione che consentisse ai sacrifici di continuare. Dopo tre anni di esilio, Inge tornò segretamente in Svezia nel 1087 e, giunto a Gamla Uppsala, circondò la sala di Blot-Sven con i suoi Huscarl e le diede fuoco, uccidendo il re mentre scappava dalla casa in fiamme. La saga di Hervarar riporta che Inge completò la cristianizzazione degli svedesi ma la Heimskringla suggerisce che Inge non poté subito assumere il potere perché dovette sbarazzarsi di un altro re pagano (l'ultimo), Erik Årsäll di Svezia. Si presume pertanto che il grande tempio pagano di Gamla Uppsala sia stato distrutto da Inge quando fu libero di riprendersi il trono.
Il motivo per cui il paganesimo e il cristianesimo coesistettero in relativa armonia nelle regioni centrali della Svezia fino al termine dell'XI secolo era che generalmente c'era una diffusa accettazione della nuova religione nella popolazione e che la religione precristiana era allo stesso tempo percepito come assolutamente centrale per il sistema legale anche tra i cristiani appena convertiti che potevano reagire con forza a sostegno del paganesimo. Larsson teorizza che, di conseguenza, l'oscillazione tra paganesimo e cristianesimo riportata dalle saghe e da Adamo di Brema non fosse molto diversa dalle oscillazioni che appaiono nei moderni cambiamenti ideologici. Sarebbe stato impossibile per re Inge il Vecchio regnare come re cristiano senza il forte sostegno dei suoi sudditi, anche i pagani, e un'invasione del Västergötland da parte di Magnus III di Norvegia mise alla prova il rapporto di Inge con i suoi sudditi: senza il supporto di tutti i suoi Leidang, 3.600 uomini tra cristiani e pagani, il re non sarebbe riuscito a scacciare la forza di occupazione norvegese.
A causa di questa tolleranza, la Svezia era ancora percepita come un paese pagano nel resto dei paesi scandinavi, molto tempo dopo che Danimarca e Norvegia erano diventate ufficialmente cristiane. Sebbene la Svezia sia stata ufficialmente cristianizzata nel XII secolo, figurando quindi come ultimo dei grandi regni scandinavi a convertirsi, Il re Sigurd I di Norvegia (r. 1103-1130) intraprese una crociata (da cui il nome "Sigurd il Crociato") contro lo Småland, la parte sud-orientale del regno svedese, ufficialmente per convertire la gente del posto.

### Gotland
Sull'isola svedese di Gotland un libro di leggi noto come Gutalagen, ufficialmente in uso dal 1220 fino al 1595 (ma in pratica fino al 1645), affermava che l'esecuzione dell'antico rituale di sacrificio pagano-germanico, il Blót, era punibile con una multa.

### Jamtland
Sulla pietra runica più settentrionale del mondo che si trova sull'isola Frösön nello Jämtland centrale, la c.d. "Pietra runica Frösö", si dice che un uomo chiamato Austmaðr cristianizzò la regione, probabilmente nel periodo 1030-1050 quando la pietra runica fu eretta. Poco si sa di Austmaðr ma si crede che fosse il Lögsögumaður della regione di Jamtamót.

## Cristianizzazione della Norvegia

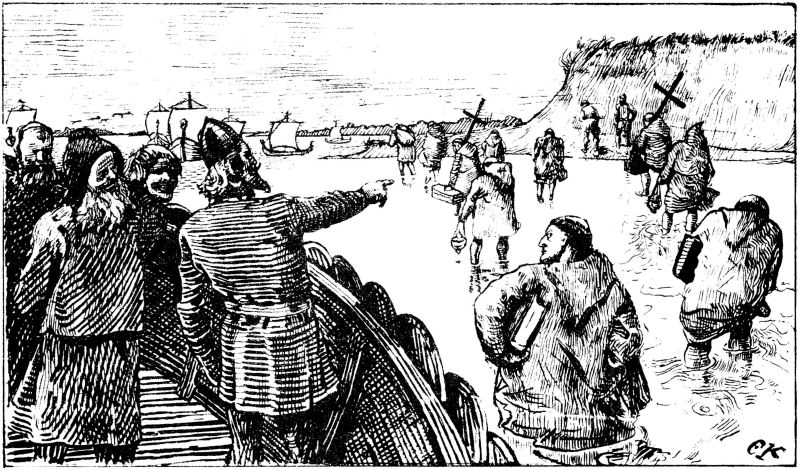
Hákon Sigurðarson ricevette dei missionari dal re Aroldo I di Danimarca ma, prima della partenza, li rimandò indietro.

I primi tentativi registrati di diffondere il cristianesimo in Norvegia furono fatti dal re Haakon I di Norvegia (r. 934-961), cresciuto in Inghilterra. I suoi sforzi furono impopolari e furono accolti con scarso successo. Il successivo re Harald II di Norvegia (r. 961-970), anch'egli cristiano, fu un noto distruttore di templi pagani ma non certo un fervente missionario. Dopo di lui, Hákon Sigurðarson (r. 970-995) promosse addirittura una rinascita del paganesimo con la ricostruzione dei templi. Quando Aroldo I di Danimarca tentò di imporgli il cristianesimo intorno al 975, Haakon ruppe la sua fedeltà alla Danimarca e sconfisse una forza d'invasione danese nella battaglia di Hjörungavágr (986).
Nel 995, Olaf Tryggvason prese il trono come Olaf I di Norvegia (r. 995-1000). Nato intorno al 960, in gioventù aveva partecipato a diverse spedizioni vichinghe contro bersagli europei. Nel 986, tuttavia, incontrò (presumibilmente) un veggente cristiano sulle isole Scilly che gli profetizzò quanto segue:
(Heimskringla, Saga di Óláfr Tryggvason)
Come predetto dal veggente, Olaf fu attaccato da un gruppo di ammutinati al ritorno alle sue navi. Appena guarito dalle ferite, si fece battezzare. Smise quindi di razziare le città cristiane e visse in Inghilterra e Irlanda. Nel 995, colse l'occasione per tornare in Norvegia. Quando arrivò, Haakon Sigurðarson stava già affrontando una rivolta e Tryggvason riuscì a convincere i ribelli ad accettarlo come loro re. Sigurðarson fu successivamente tradito e ucciso dal suo stesso schiavo, mentre si nascondeva dai ribelli in un porcile.
Olaf I fece quindi della conversione del paese al cristianesimo una sua priorità, usando tutti i mezzi a sua disposizione: distrusse templi e torturò e uccise i pagani, riuscendo a rendere cristiane almeno formalmente diverse parti della Norvegia. Stando alle Saghe dei re, i suoi sforzi coinvolsero anche possedimenti e colonie norvegesi nell'Atlantico: le Isole Fær Øer, Orcadi, Shetland, l'Islanda e la Groenlandia. Sebbene non sembri dalle fonti scritte, il cristianesimo era ben consolidato in diverse regioni anche prima che Tryggvason iniziasse il suo tentativo di convertire l'intera popolazione norvegese. Nelle Saghe, Olaf è solitamente ritratto come il primo re-cristiano di Norvegia. Un'immagine simile appare in parte anche dalla Heimskringla. In realtà, erano principalmente Trøndelagen e le regioni interne del paese a non essere cristiane. Nel sud-ovest della Norvegia, quindi, lo scopo dell'opera missionaria di Olaf doveva essere piuttosto quello di consolidare uno sviluppo che andava avanti ormai da decenni. La sua conquista e la conversione forzata di Trøndelagen contribuirono in misura maggiore alla cristianizzazione dell'intera Norvegia.
Dopo la sconfitta di Olaf I per opera di Sweyn I di Danimarca e Olof III di Svezia nella battaglia di Svolder (1000) la Norvegia fu spartita in tre aree, una danese, l'altra svedese e la terza per Eiríkr Hákonarson (figlio bastardo di Hákon Sigurðarson) degli Jarl di Lade, sotto il cui dominio il paganesimo ebbe una rinascita. Solo con la riunificazione del regno sotto Olaf II di Norvegia (1015-1028), noto come "Olaf il Santo", il paganesimo fu eradicato in favore del cristianesimo.
Nicholas Breakspear, poi papa Adriano IV, visitò la Norvegia nel triennio 1152-1154. Durante la sua visita, ha allestito una struttura ecclesiastica per la Norvegia. La Bolla pontificia che conferma l'istituzione dell'Arcidiocesi di Nidaros è datata 30 novembre 1154.

## Cristianizzazione dell'Islanda

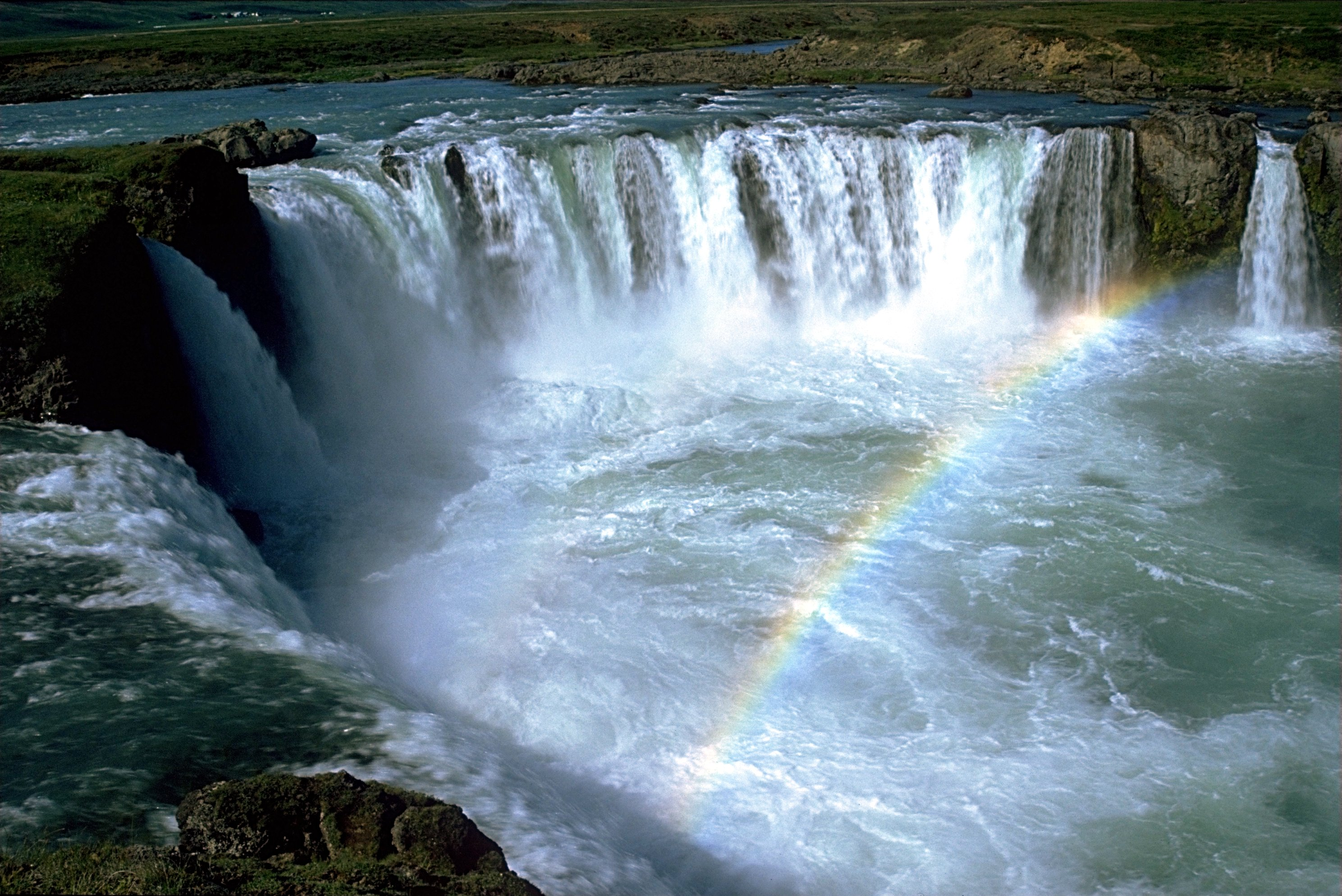
Goðafoss, che prende il nome dalle statue di divinità precristiane che furono gettate laggiù dopo la conversione dell'Islanda al cristianesimo.

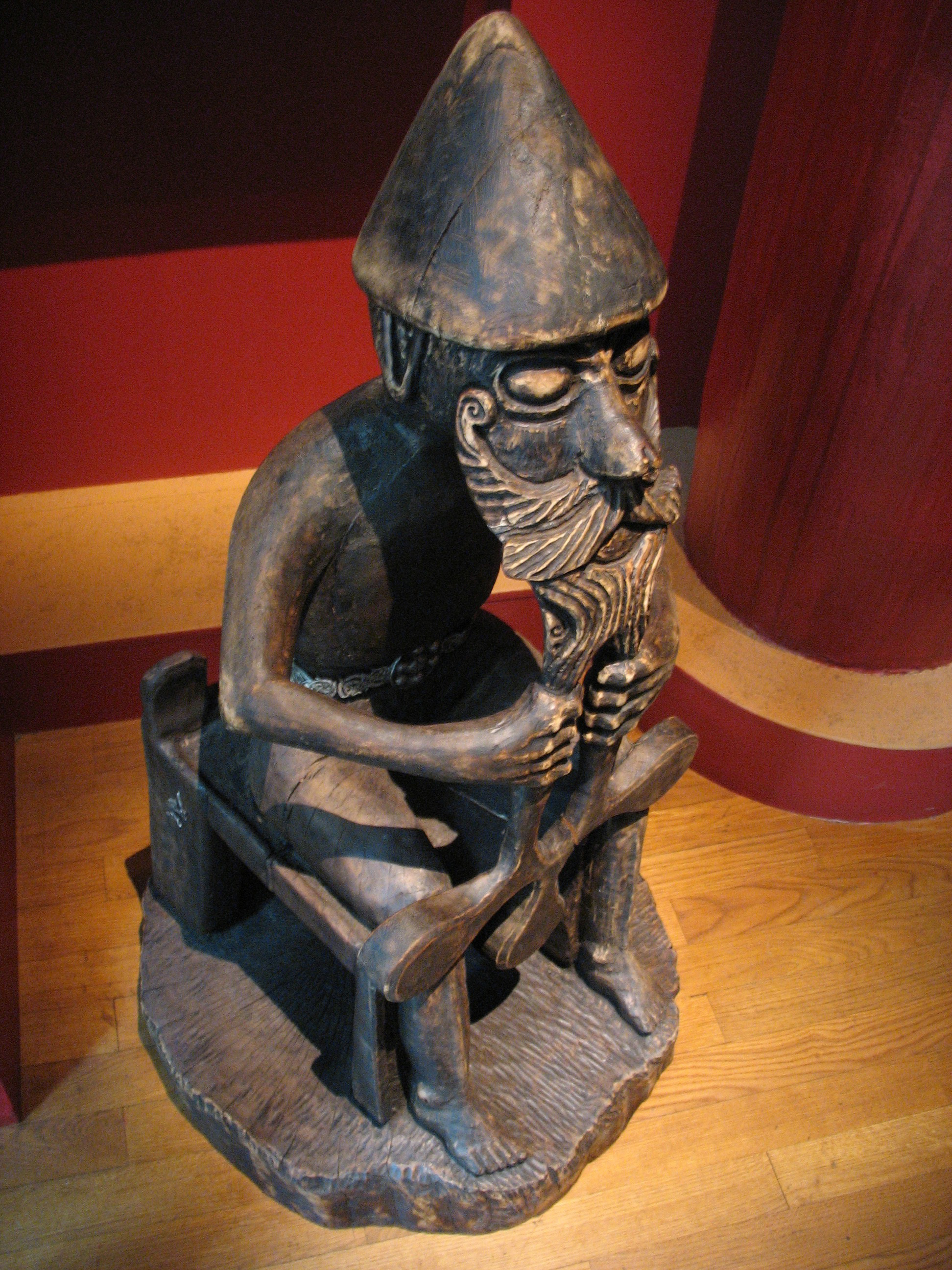
Statua del X secolo raffigurante Thor, trovata in Islanda.

Si dice che i monaci irlandesi conosciuti come Papar fossero presenti in Islanda prima della colonizzazione norrena dell'isola nel IX secolo. Tuttavia, tutte le loro presunte tracce sono scomparse.
L'Althing d'Islanda decise nell'anno 1000 che il paese era diventato ufficialmente cristiano, un evento che in lingua islandese è chiamato "kristnitaka", lett. "l'adozione del cristianesimo.". Tuttavia, questa decisione conteneva anche la disposizione che la pratica della religione precristiana era consentita nella sfera privata. L'anno 1000 è quindi tradizionalmente considerato il tempo della conversione dell'Islanda al cristianesimo, anche se secondo alcuni storici fu piuttosto il 999. La fonte più importante della situazione che ha portato a questo evento è soprattutto la narrazione di Ari Þorgilsson nelle Saghe degli Islandesi, oltre ai documenti dei primi vescovi e sacerdoti. Le descrizioni di Þorgilsson hanno un grande valore, poiché nacque 67 anni dopo il cambio di religione e fu imparentato con molte delle persone che hanno preso parte all'evento, potendo quindi attingere a fonti di prima mano e tradurre poi per iscritto la testimonianza orale.
Già tra i primi coloni che arrivarono sull'isola nel IX-X secolo c'erano probabilmente cristiani. Alcuni di loro provenivano dalle Isole britanniche dove il cristianesimo era dominante ed era diventato cristiano lì. Tuttavia, la maggior parte dei coloni era pagana e il cristianesimo organizzato si estinse rapidamente. Dal 980 l'Islanda fu visitata da diversi missionari. Il primo di loro sembra essere stato un islandese (Þorvaldr Konráðsson inn víðförli) che era tornato a casa dopo un soggiorno all'estero dove s'era convertito. Insieme a Þorvaldr viaggiava un vescovo tedesco, di cui si sa poco. Cercarono di convertire più islandesi ma con scarso successo: lo stesso Þorvaldr fu deriso e costretto alla fuga a causa di un conflitto in cui persero la vita due uomini.
Quando il cristiano Olaf Tryggvason divenne re in Norvegia, gli sforzi per convertire gli islandesi s'intensificarono. Sebbene l'Islanda funzionasse in gran parte come uno stato libero, i re norvegesi rivendicavano ancora una certa supremazia sul paese. Olaf incaricò un islandese cristiano di nome Stefnir Thorgilsson di convertire l'isola ma questi operò con brutalità, distruggendo, tra le altre cose, santuari e immagini degli dèi pagani, rendendosi impopolare tra i gruppi che avrebbe dovuto convertire e che alla fine lo bandirono. Dopo il fallimento di Stefnir, Olaf inviò (c. 997-999) un missionario sassone di nome Þangbrandr che aveva lavorato in Norvegia e nelle Fær Øer, ottenendo un successo parziale: Þangbrandr riuscì a convertire diversi capi ma nei suoi sforzi uccise anche due o tre uomini, fu bandito dall'isola e dovette tornare in Norvegia a denunciare il suo fallimento al re. Olaf risolse di utilizzare una tattica più aggressiva: negò ai marinai islandesi l'accesso ai porti norvegesi, privando l'isola del suo partner commerciale più importante, ed arrestò gli islandesi presenti in Norvegia, molti dei quali erano figli dei capi più potenti d'Islanda, e minacciò di ucciderli se l'isola non si fosse convertita al cristianesimo.

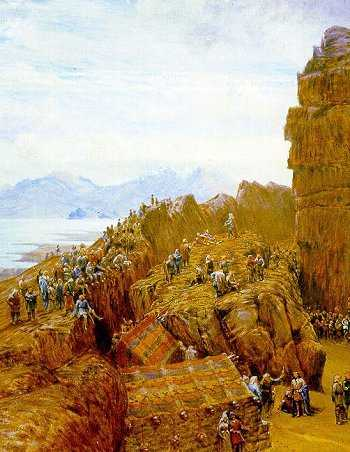
Rappresentazione di una collezione di Alþingr a Þingvellir del XIX secolo.

La politica estera dello Stato libero d'Islanda consisteva in realtà nel mantenere buone relazioni con la Norvegia. Pertanto, la questione della cristianizzazione del Paese divenne cruciale per il futuro del paese. Gli islandesi già cristiani iniziarono a usare la pressione di re Olaf per aumentare gli sforzi verso il cambio totale di fede nel Paese che si ritrovò così diviso in due gruppi con interessi fortemente opposti, prossimi a scatenare una guerra civile. La tensione raggiunse il culmine nell'estate del 999 o 1000 durante la riunione annuale del Althing, la più importante istituzione politica d'Islanda. Qui, se non fossero intervenuti intermediari, erano quasi scoppiate vere battaglie tra i seguaci dei sistemi di credenze rivali, in modo che la questione potesse essere affrontata nel Thing. L'arbitrato del Lögsögumaður, Þorgeir Ljósvetningagoði, sacerdote pagano di sangue reale (goði), fu accettato da entrambe le parti poiché era noto come un moderato assennato e lui accettò la responsabilità di decidere se l'Islanda dovesse diventare cristiana o mantenere l'antica fede.
Una volta concordati i termini, Þorgeir trascorse un giorno e una notte in uno stato meditativo sotto una coperta di lana, affidandosi, apparentemente ad un rituale divinazione per decidere. Il giorno successivo annunciò che l'Islanda sarebbe diventata cristiana, a condizione che le antiche leggi sull'esposizione dei bambini e sul consumo di carne di cavallo continuassero a essere rispettate e che i riti pagani fossero ancora consentiti nell'ambito della sfera privata. Þorgeir prese quindi le sue stesse statue degli dèi e le gettò in una grande cascata che in seguito fu chiamata Goðafoss. Con tale decisione, la religione precristiana fu spostata dalla sfera pubblica a quella privata, cioè all'oblio in quanto il contenuto effettivo della religione era il suo ruolo di garante della coesione della società.
Gli islandesi si sono così lasciati convertire pacificamente ma non senza condizioni che il Papa di Roma dovette accettare. Tuttavia, non era insolito che la chiesa entrasse in questo tipo di compromesso durante i periodi di missione, e in seguito, quando il cristianesimo si fu radicato in Islanda, la riserva di Þorgeir fu annullata.

## Cristianizzazione delle Isole Fær Øer

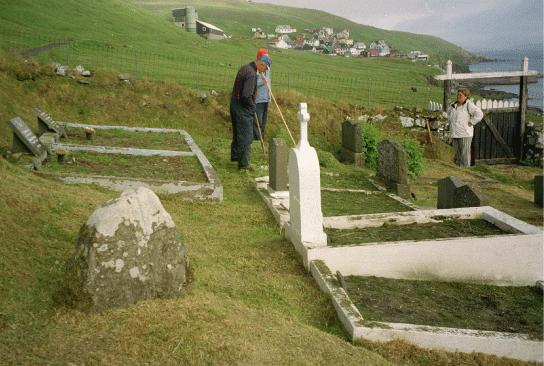
La tomba di Sigmundur Brestisson (sx) nel cimitero della chiesa di Skúvoy.

Stando alla Saga dei Faroesi, nel 999, Sigmundur Brestisson (961-1005), il primo uomo delle Fær Øer a convertirsi alla fede cristiana, fu rimandato in patria da Olaf Tryggvason insieme ad alcuni sacerdoti con il compito di convertire gli isolani. Brestisson operò subito una conversione forzata: con trenta uomini, i missionari attaccarono il capo locale Tróndur í Gøtu (non. Þrándr í Götu, c. 945-1035) e lo costrinsero a convertirsi. Brestisson si presentò poi all'assemblea locale, il Løgting, a Tórshavn, e lesse il decreto di re Olaf per operare una conversione collettiva ma qui Tróndur e altri faroesi si coalizzarono contro Brestisson la cui opera missionaria veniva percepita come un tentativo d'insignorirsi delle isole e Sigmundur fu quasi ucciso dall'assemblea infuriata. Il missionario salpò nottetempo con il suo equipaggio verso Norðragøta e la fattoria di Tróndur che fu catturato e costretto a scegliere tra il cristianesimo e la decapitazione. Tróndur scelse pragmaticamente la prima opzione e Sigmundur poté procedere a convertire i faroesi. Nel 1005, Tróndur rese a Sigmundur il favore, attaccandolo nottetempo nella sua casa a Skúvoy, costringendolo a fuggire a nuoto fino a Sandvík su Suðuroy dove fu ucciso da un contadino che rubò il suo prezioso bracciale d'oro.
Recenti ricerche archeologiche indicano che il cristianesimo aveva già raggiunto le Fær Øer prima della "ri-cristianizzazione" di Brestisson. I ritrovamenti, tra le altre cose, di lapidi celtiche portano a supporre anche per le Fær Øer come per l'Islanda la presenza in loco dei papar gaelici e indicano che il ribattesimo di Sigmundur consistette nel fatto che gli abitanti delle Fær Øer furono costretti a convertirsi dal cristianesimo celtico a quello cattolico.

## Cristianizzazione della Groenlandia

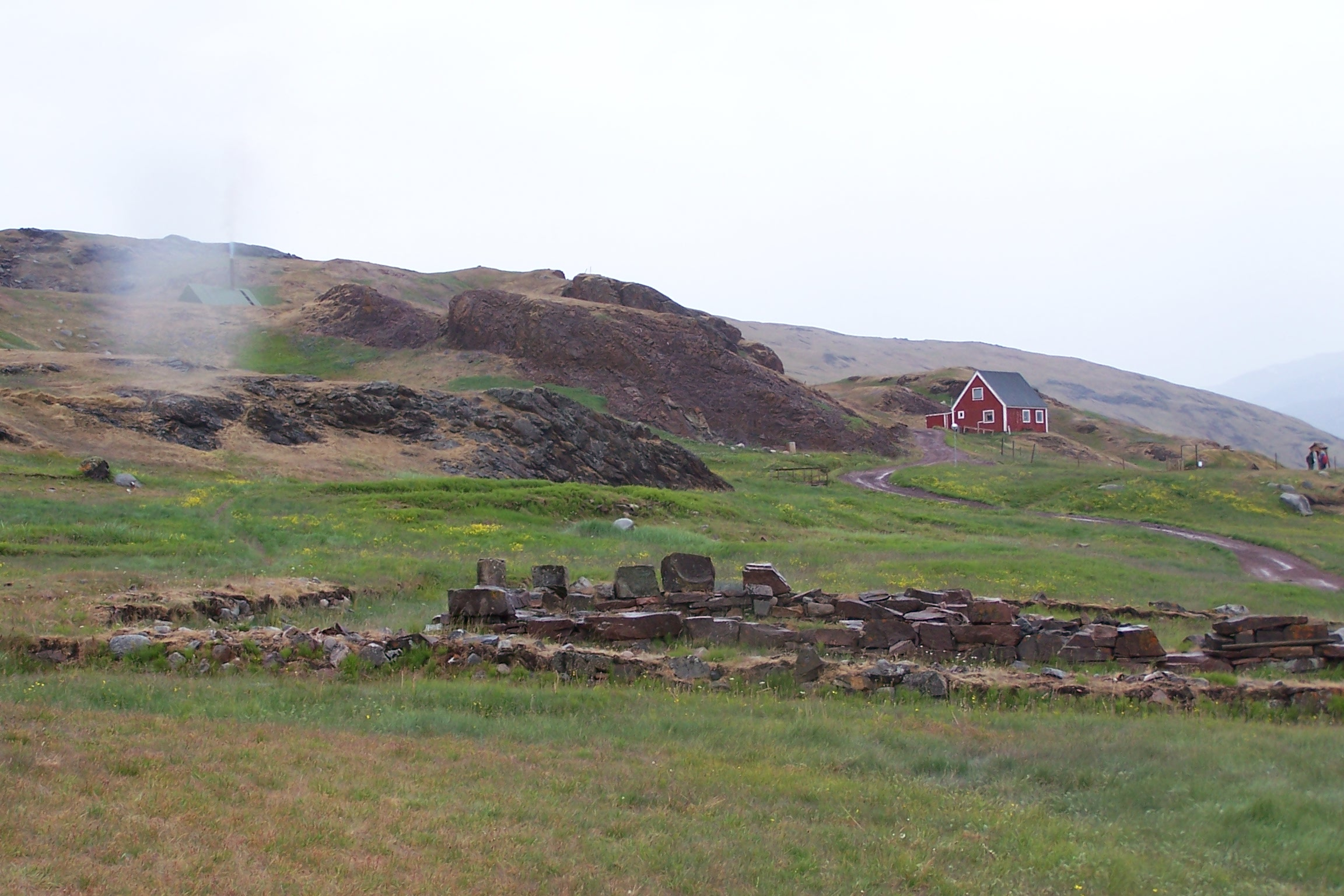
Le rovine di Brattahlíð, la fattoria di Erik il Rosso nel sud-ovest della Groenlandia.

Nella Saga di Erik il Rosso, è riportato che Leif Erikson, figlio del primo colonizzatore l'isola, Erik il Rosso, visitò Olaf I di Norvegia che lo incaricò di predicare il cristianesimo in Groenlandia. Dopo essersi perso in mare e aver fatto una deviazione in Groenlandia passando per un paese «ignoto», Leif iniziò a diffondere la conoscenza del cristianesimo, come promesso a Tryggvason, nell'anno 1000. La madre di Leif, Thjodhilde, si convertì e fece costruire una chiesa. Cent'anni dopo, i contadini groenlandesi chiesero a re Sigurd I di Norvegia di stabilire un episcopato groenlandese. Il re acconsentì e nominò il chierico norvegese Arnald che stabilì la sua sede episcopale nella fattoria Garðar.
Garðar, dove vivevano i vescovi groenlandesi, è stata identificata con le numerose rovine dell'insediamento pastorizio di Igaliku nel fiordo vicino a Tunulliarfik, dove si trova Brattahlíð. Le indagini archeologiche a Igaliku nel 1924 hanno trovato una tomba vescovile, stabilendo l'identificazione della fattoria. La tomba del vescovo è l'unica prova archeologica affidabile della presenza di un chierico in Groenlandia e la datazione al carbonio 14 la colloca alla fine del 1300.
Il Regno di Danimarca-Norvegia rivendicò il territorio e, dopo alcuni secoli di assenza di contatto tra i Vichinghi groenlandesi e gli Scandinavi, si diffuse la paura che fossero tornati pagani, così una spedizione guidata dal missionario norvegese Hans Egede (1686-1758) fu mandata a restaurare la Cristianità dell'isola nel 1721. Tuttavia, dato che non fu trovato nessun vichingo groenlandese, la Danimarca-Norvegia in alternativa cominciò a battezzare i nativi Inuit Groenlandesi e a fondare colonie commerciali lungo la costa, come parte delle sue aspirazioni di potenza coloniale.

## Cristianizzazione della Finlandia

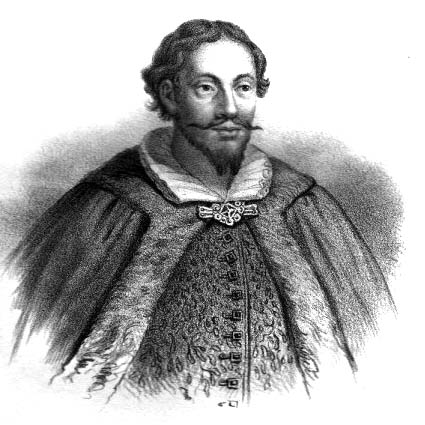
Birger Magnusson (ca. 1210-1266).

Le fonti scritte parlano di una Finlandia isolata e pagana fino al XIII secolo, mentre i reperti archeologici testimoniano stretti contatti con la Svezia centrale e il Gotland in particolare. L'archeologia mostra che il cristianesimo iniziò a prendere piede durante l'XI secolo nelle aree della Finlandia più vicine alla Svezia. Quest'ipotesi si basa in particolare sui cambiamenti nelle usanze funerarie che sono stati ben documentati e mostrano che questa regione subì alcuni cambiamenti culturali entro il 1050. Il cristianesimo vi fu quindi stabilito circa 100 anni prima delle prime crociate svedesi e anche prima che il cristianesimo prendesse piede a Uppsala. Le altre regioni finlandesi non sembrano essere state cristianizzate se non in un secondo momento.

La leggendaria Prima crociata svedese di Erik IX nel XII secolo sarebbe quindi stata destinata alle aree dell'ovest che erano già cristiane, cosa che rende oggi dubbia l'autenticità (e l'utilità) della stessa. Tuttavia, il cristianesimo fu rafforzato dalla presenza svedese gradualmente più forte in quel secolo, specialmente a seguito della Seconda crociata svedese, storicamente più accreditata, guidata da Birger Magnusson intorno alla metà del Duecento. Il primo vescovo della Finlandia, tale Tommaso (ritiratosi nel 1245), fu sostituito da un prelato svedese, Bero, che resse la cattedra nel biennio 1248-1258 da Koroinen, vicino Turku, con il supporto di truppe svedesi di stanza a Lieto. Anche i successivi due vescovi, la cui sede venne spostata a Turku, furono di origini svedesi. Al volgere del secolo, la Terza crociata svedese portò all'occupazione delle terre dei pagani di Carelia, alleati della Repubblica di Novgorod, ed alla fondazione della fortezza di Vyborg.
Le parole in lingua finlandese per molti concetti cristiani di base hanno poi origini slave, probabilmente come risultato d'una cristianizzazione del paese proveniente da est piuttosto che da ovest. Questo dovrebbe forse essere visto nel contesto delle tracce dell'influenza orientale che sono state dimostrate anche nel più antico cristianesimo svedese.

## Cristianizzazione dei Sami
I Sami sono un popolo originario della Russia nord-orientale insediatosi su un territorio che si estende sui confini di diverse nazioni: Norvegia, Svezia, Finlandia e Russia. Come popolo, i Sami possono essere fatti risalire a 10.000 anni fa. Si stima che la loro cristianizzazione ebbe inizio nel XIII secolo ed al principio del XVIII secolo furono interessati da un nuovo sforzo missionario, mirante a convertirli dal cattolicesimo al protestantesimo.
È noto per certo che Pehr Högström, un missionario cristiano in Svezia, descrisse i Sami negli anni Quaranta del Settecento. Inoltre, la chiesa ha avviato scuole missionarie per i Sami con l'obiettivo di convertire i Sami al cristianesimo nella prima metà del XVIII secolo. La religione Sami è ancora oggi praticata da alcuni. 

## Altre aree della regione nordica

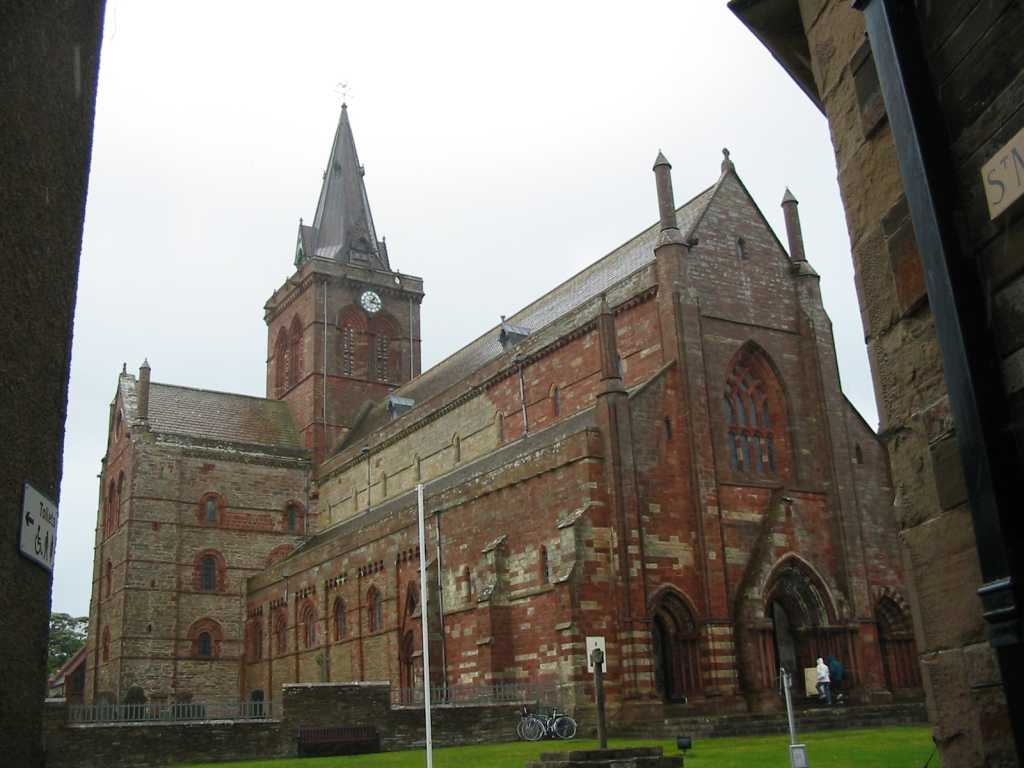
Cattedrale di San Magnus (Kirkwall), costruita per celebrare la canonizzazione di Magnus Erlendsson.

Dalla metà del IX secolo fino al XIII secolo, le Ebridi e l'Isola di Man (v.si Regno dell'isola di Man) e per diversi periodi Dublino e l'area circostante la città (v.si Regno di Dublino) furono soggette al dominio norreno ma la popolazione era ancora prevalentemente gaelica, già cristiana da molto prima dell'arrivo dei vichinghi: es. Dublino fu cristianizzata da San Patrizio intorno al 450 e fu sede di numerosi vescovi ed abati ben prima dell'arrivo vichingo che pur fu fondamentale per la storia della città; anche l'Isola di Man fu cristianizzata nel V secolo dal missionario irlandese Magaldo di Man (anche se solo negli anni 1130 fu nominato il primo vescovo dell'isola che, fatto curioso, rinunciò alla sua vocazione e divenne invece un pirata!); a Iona, nelle Ebridi Interne, nel 563 San Columba fondò il monastero dal quale la monachesi celtica ebbe origini; ecc.
La quota di popolazione norrena sulle Orcadi, sulle Shetland e sulle Fær Øer era più grande e queste isole restarono pagane fino alla fine del X secolo. Si dice che anche le Orcadi furono cristianizzate per volontà di Olaf Tryggvason nel 995 quando visitò le isole nel suo viaggio dall'Irlanda alla Norvegia. Convocò Sigurd conte di Orkney e gli ordinò di convertirsi. Quando Sigurd rifiutò, Olaf minacciò di uccidere il figlio di Sigurd, Hvelp. Le Shetland e le Fær Øer divennero cristiane contemporaneamente alle Orcadi. Il primo vescovo delle Shetland fu insediato all'inizio dell'XI secolo.

### Esplicative
1. ↑  L'epiteto di quest'ultimo sovrano, árs ok friðar, riflette uno degli scopi della regalità germanica precristiana, ovvero promuovere l'armonia e i buoni raccolti.

### Bibliografiche
1. ↑  Latourette 1938, pp. 106-143.
2. ↑  (SV) När Sverige blev kristet, su popularhistoria.se.
3. ↑  (DA) Jellingstenene, ca. 950-965, su danmarkshistorien.dk.
4. ↑  (DA) Dalby Helligkorskirke, su sydsverige.dk.
5. ↑  Melnikova 2011.
6. 1 2 3  Schön 2004, p. 170.
7. 1 2  Schön 2004, p. 172.
8. 1 2  Schön 2004, p. 173.
9. ↑  Sanmark 2002, p. 15.
10. ↑  Sanmark 2002, p. 97.
11. ↑  (EN) WHY ARE DANES AND SWEDES SO IRRELIGIOUS? (PDF), su tapir.pdc.no. URL consultato l'8 agosto 2012 (archiviato dall'url originale il 15 dicembre 2017).
12. ↑  Meulengracht Sørensen 2006, p. 128.
13. ↑  Schwarz Lausten 2008, p. 12.
14. ↑  McGrath 2006, p. 320.
15. 1 2  Cusack 1998, p. 151.
16. ↑  DuBois 1999, p. 154.
17. 1 2 3  (EN) Androshchuk F, Shepard J e White M (a cura di), Christianity on the move: the role of the Varangians in Rus and Scandinavia, in Byzantium and the Viking World (Acta Universitatis Upsaliensis Studia Byzantina Upsaliensia 16) Uppsala, 2016, 2016.
18. ↑  Jolly 1996, pp. 41-43.
19. ↑  Jesch 2004, p. 56.
20. ↑  Steinsland 2005, p. 422.
21. 1 2 3  Warmind 1994, p. 163.
22. ↑  Bagge 2000, p. 13.
23. ↑  Bøgh 1999, p. 66.
24. ↑  Ingeman 1999, p. 101.
25. 1 2 3  Lehtosalo-Hilander 2000, p. 37.
26. ↑  (DA) Kristus hjertingkirke.dk Hentet den 5. juni 2013., su hjertingkirke.dk. URL consultato il 4 giugno 2013 (archiviato dall'url originale il 19 settembre 2015).
27. 1 2 3 4  Sawyer 1993, p. 100.
28. 1 2 3 4  Olsen 1992, p. 152.
29. ↑  Warmind 1994, pp. 169-170.
30. 1 2  Warmind 1994, p. 170.
31. ↑  Sawyer 1993, p. 102.
32. ↑  (DA) Historikere gør op med Harald Blåtands kristning af Danmark, su Kristeligt Dagblad.
33. 1 2 3  Sawyer 1993, p. 101.
34. ↑  Davidson 1990, p. 223.
35. 1 2  Bagge 2000, p. 28.
36. ↑  (EN) Sawyer B e Sawyer P, Why Trust The White Christ?, in Christian History, vol. 18, 1999,  pp. 22-25.
37. ↑  (EN) Fodor E, Fodor's Scandinavia, New York, 1983,  p. 37.
38. 1 2  Sawyer 1993, p. 107.
39. 1 2  Warmind 1994, p. 165.
40. 1 2 3  McGuire 2008.
41. 1 2 3 4  Davidson 1990, p. 220.
42. ↑  Olsen 1992, p. 155.
43. ↑  Olsen 1992, p. 156.
44. ↑  (EN) Hamilton B, Religion in the Medieval West, Londra, 1986,  p. 17, ISBN 0-7131-6461-1.
45. 1 2  Olsen 1992, p. 158.
46. 1 2  Warmind 1994, p. 178.
47. ↑  Mundal 2000, pp. 42-43.
48. 1 2  Schwarz Lausten 1994, p. 16.
49. ↑  Schwarz Lausten 1994, p. 26.
50. 1 2  "Ancient See of Hamburg". Catholic Encyclopedia. 1913
51. ↑  Olsen 1992, p. 154.
52. ↑  Aubert, «Dictionnaire d'Histoire et de Géographie ecclésiastiques», vol. X, coll. 511-512.
53. ↑  Sawyer 1992, p. 60.
54. 1 2  Sanmark 2002, p. 107.
55. ↑  Capelle 1993, p. 177.
56. ↑  Warmind 1994, p. 168.
57. 1 2 3 4  Warmind 1994, p. 173.
58. 1 2 3 4  Sawyer 1993, p. 105.
59. ↑  Davidson 1990, p. 221.
60. ↑  Warmind 1994, p. 176.
61. 1 2 3  Lund, Pihl & Sløk 1994, p. 144.
62. ↑  Sawyer 1993, p. 106.
63. ↑  Warmind 1994, p. 167.
64. ↑  Schwarz Lausten 1994, p. 33.
65. ↑  Warmind 1994, p. 169.
66. ↑  Davidson 1990, p. 222.
67. ↑  Lund, Pihl & Sløk 1994, p. 143.
68. ↑  Davidson 1990, p. 219.
69. ↑  Sawyer 1993, p. 104.
70. ↑  Sawyer 1993, p. 229.
71. ↑  Capelle 2005, p. 169.
72. ↑  Capelle 2005, p. 168.
73. ↑  Capelle 2005, p. 177.
74. 1 2  Capelle 2005, p. 167.
75. ↑  Schwarz Lausten 1994, p. 35.
76. ↑  Capelle 2005, p. 171.
77. ↑  Capelle 2005, p. 176.
78. ↑  Schwarz Lausten 1994, p. 34.
79. ↑  Capelle 2005, p. 174.
80. ↑  Sawyer 1993, p. 60.
81. ↑  Schwarz Lausten 1994, p. 17.
82. ↑  (EN) Sawyer P, The Oxford Illustrated History of the Vikings, Oxford University Press, 2001, ISBN 978-0-19-285434-6. URL consultato il 28 luglio 2021.
83. ↑  (FR) Decaux A e Castelot A, Dictionnaire d'histoire de France Perrin, Perrin, 1981,  pp. 184-185, ISBN 2-7242-3080-9. URL consultato il 28 luglio 2021.
84. ↑  (EN) Barrett JH, What caused the Viking Age?, in Antiquity, vol. 82, n. 317, 2008/09,  pp. 671-685, DOI:10.1017/S0003598X00097301. URL consultato il 28 luglio 2021.
85. ↑  Olsen 1992, p. 153.
86. ↑  Warmind 1994, p. 171.
87. ↑  Latourette 1938, pp. 81-87.
88. ↑  Arild Huitfeldt. Danmarks Riges Krønike
89. 1 2  "St Willibrord" Catholic Encyclopedia, 1913
90. 1 2 3 4  Sanmark 2004, p. 81.
91. ↑  (EN) Robinson C, The Conversion of Europe, 1915.
92. ↑  Remberto, cap. X.
93. ↑  Remberto.
94. 1 2  Remberto, cap. XVII.
95. ↑  "Danmark's Ældste Domkirke" Kristelig Dagblad 25 luglio 2007
96. ↑  Hvitfeldt, Arild. Danmarks riges Krønike
97. ↑  Kaufhold 2001, p. 85.
98. ↑  Kaufhold 2001, p. 86.
99. 1 2 3  Sanmark 2004, p. 85.
100. ↑  (EN) From prehistory to Viking hegemony, Cambridge Concise Histories, DOI:10.1017/CBO9781107280205.002, ISBN 978-0-521-81284-9.
101. 1 2 3 4  Sanmark 2004, p. 109.
102. ↑  Kaufhold 2001, p. 117.
103. ↑  Lagerquist 1997, p. 44.
104. 1 2  Larsson 2002, p. 160.
105. ↑  Larsson 2002, p. 161.
106. ↑  (SV) Gutalagen, en landslag, su guteinfo.com.
107. ↑  Rafn 1832.
108. ↑  Nordeide 2007.
109. ↑  Cusack 1998, pp. 146-47.
110. 1 2  Sawyer 1993, p. 103.
111. ↑  Heimskringla, Saga di Olaf Haraldsson il Santo.
112. ↑  Kaufhold 2001, p. 116.
113. ↑  Sigurdsson 2008, p. 43.
114. ↑  Grønlie 2006, pp. XVI-XVII.
115. ↑  Grønlie 2006, p. 38.
116. ↑  Cusack 1998, p. 163.
117. ↑  Grønlie 2006, p. 47.
118. ↑  Grønlie 2006, pp. 49-50.
119. ↑  Cusack 1998, pp. 164-68.
120. ↑  (IS) Christianity, su thingvelliris. URL consultato l'11 agosto 2022 (archiviato dall'url originale il 3 settembre 2003).
121. ↑  Jones 1986, pp. 149-151.
122. ↑  (EN) Stummann SH, Early church sites in the Faroe Islands – a survey and a discussion, in Acta Archaeologica, vol. 82, 2011,  pp. 55-80.
123. ↑  Arneborg 2002, p. 10.
124. ↑  Arneborg 2002, p. 13.
125. 1 2  Arneborg 2002, p. 14.
126. ↑  (EN) Oswalt WH, Eskimos and Explorers, University of Nebraska Press, 1999.
127. ↑  Lehtosalo-Hilander 2000, p. 32.
128. ↑  Lehtosalo-Hilander 2000, p. 35.
129. ↑  Lehtosalo-Hilander 2000, p. 36.
130. ↑  Juusten.
131. ↑  (EN) Christiansen E, The Northern Crusades, Penguin UK, 1997, ISBN 978-01-41-93736-6.
132. ↑  (EN) Dixon JE e Scheurell RP (a cura di), Social Welfare With Indigenous Peoples, Routledge, 1994,  p. 148, ISBN 0-415-05564-4.
133. ↑  Mundal 2012, p. 341 e ss.
134. ↑  (EN) Axelson P e Sköld P (a cura di), Indigenous Peoples and Demography: The Complex Relation Between Identity and statistics, Berghahn Books, 2011,  p. 123, ISBN 0-85745-000-X.
135. ↑  Rafn 1832, capitolo 38.

### Fonti primarie
- (LA) Adamo da Brema, Gesta Hammaburgensis Ecclesiae Pontificum, 1075-1076.
- (LA) Paolo Juusten, Chronicon episcoporum finlandensium, 1575.
- (LA) Remberto, Vita Anskarii, in Friedrich Christoph Dahlmann (a cura di), Monumenta Germaniae Historica, Scriptores, II, 1829  [IX secolo],  pp. 683-725.
- (LA) Saxo Grammaticus, Gesta Danorum, 1208.
- (NON) Snorri Sturluson (a cura di), Heimskringla, 1225.
- (NON) Saghe degli Islandesi, pre-XII secolo.
- (NON) Saga dei Faroesi, XIII secolo.

### Fonti secondarie
In italiano
- Isnardi GC, Storia e cultura della Scandinavia, uomini e mondi del nord, Milano, Bompiani, 2015, ISBN 88-452-7844-1.

In altre lingue
- (EN) Abram C, Myths of the Pagan North: The Gods of the Norsemen, New York e Londra, Continuum, 2011, ISBN 978-1847252470.
- (EN) Andrén A, Old Norse and Germanic Religion, in T. Insoll (a cura di), The Oxford Handbook of the Archaeology of Ritual and Religion, Oxford University Press, 2011,  pp. 846-862, ISBN 978-0-19-923244-4.
- (DA) Arneborg J, Kirke, kristendom & storbønder i Grønland - et nyt forskningsprojekt, in Kristningen af Norden, n. 21, Odense, Center for Middelalderstudier, Syddansk Universitet, 2002,  pp. 6-25, ISSN 1601-1899 (WC · ACNP).
- (NO) Bagge S, Kristendom og kongemakt, in Lund N (a cura di), Viking og hvidekrist. Norden og Europa in den sene vikingetid og tidligste middelalder, København, 2000, ISBN 87-7876-189-1.
- (EN) Berend N, Christianization and the Rise of Christian Monarchy: Scandinavia, Central Europe and Rus' c. 900-1200, 2010.
- (DA) Capelle T, Hedensk og kristen tro, en anspændt sameksistens, in Capelle T [et al.] (a cura di), Ragnarok, Odins verden, Silkeborg, 2005.
- (EN) Cusack CM, Conversion Among the Germanic Peoples, Londra e New York, Cassell, 1998, ISBN 978-03-04-70155-1.
- (EN) Davidson HE, Gods and Myths of Northern Europe, Londra, Penguin, 1990  [1964], ISBN 978-0-14-013627-2.
- (EN) Grønlie S, The Book of the Islanders. The Story of the Conversion (PDF), Viking Society for Northern Research, University College London, 2006.
- (MOL) Hoftun O, Kristningsprosessens og herskermaktens ikonografi i nordisk middelalder, Oslo, Solum forlag, 2008, ISBN 978-82-560-1619-8.
- (EN) Jesch J, Scandinavians and 'Cultural Paganism' in Late Anglo-Saxon England, in P. Cavill (a cura di), The Christian Tradition in Anglo-Saxon England: Approaches to Current Scholarship and Teaching, Cambridge, Brewer DS, 2004,  pp. 55-68, ISBN 978-08-59-91841-1.
- (EN) Jolly KL, Popular Religion in Late Saxon England: Elf Charms in Context, Chapel Hill, University of North Carolina Press, 1996, ISBN 978-08-07-84565-3.
- (IS) Kaufhold M, Europas Norden im Mittelalter, Wissenschaftliche Buchgesellschaft, 2001, ISBN 3-89678-418-8.
- (SV) Larsson MG, Götarnas riken. Upptäcktsfärder till Sveriges enande, Stoccolma, Atlantis, 2002, ISBN 91-7486-641-9.
- (EN) Latourette KS, Christianity in a Revolutionary Age. A History of Christianity in the Nineteenth and Twentieth Centuries, vol. IV: The Twentirth Century in Europe, the Roman Catholic, Protestant and Eastern Churches, 1961,  pp. 310-336.
- (EN) Latourette KS, Christianity in a Revolutionary Age. A History of Christianity in the Nineteenth and Twentieth Centuries, Vol. II: The Nineteenth Century in Europe, the Protestant and Eastern Churches, 1959,  pp. 131-196.
- (EN) Latourette KS, A history of expansion of Christianity. Vol 2. The thousand years of uncertainty: AD 500-AD 1500, 1938,  pp. 106-143.
- (NO) Lehtosalo-Hilander PL, Finnernes kristning, in Lund N (a cura di), Viking og Hvidekrist; Norden og Europa i den sene vikingetid og tidligste middelalder, Copenhagen, 2000, ISBN 87-7876-189-1.
- (DA) Lund E, M. Pihl e J. Sløk, De europæiske idéers historie, 1994, ISBN 87-00-54816-2.
- (EN) McGrath AE, Christianity: an introduction, Blackwell Publishing, 2006, ISBN 1-4051-0901-7.
- (DA) McGuire BP, Da himmelen kom nærmere: fortællinger om Danmarks kristning 700-1300, Frederiksberg, 2008, ISBN 978-87-91191-47-3.
- (EN) Melnikova E, How Christian Were Viking Christians? (PDF), in Ruthenika, 2011,  pp. 90-107.
- (DA) P. Meulengracht Sørensen, Kapitler af Nordens litteratur i oldtid og middelalder, 2006, ISBN 87-7934-219-1.
- (EN) Meylan N, Mana in the North: Power and Religion in Medieval Scandinavian Historiography, in History of Religions, n. 56, novembre 2016,  pp. 149-166, DOI:10.1086/688215.
- (EN) Nordeide S, The Christianization of Norway (PDF), 2007. URL consultato il 21 luglio 2022 (archiviato dall'url originale il 22 dicembre 2018).
- (NO) Olsen O, Kristendommen og kirkerne, in Viking og Hvidekrist; Norden og Europa 800-1200, 2ª ed., Copenaghen, Nationalmuseet, 1992, ISBN 87-7303-556-4.
- (DA) Rafn CC, Færeyínga Saga, Copenhagen, Bogtrykker Jens Hostrup Schultz, 1832.
- (EN) Sanmark A, Power and conversion: a comparative study of Christianization in Scandinavia, in Occasional papers in archaeology, vol. 34, Università di Uppsala - Dip. di Archeologia e Storia antica, 2002, ISBN 91-506-1739-7.
- (EN) Sari KP, Fatherhood, Masculinity and Lived Religion in Late-Medieval Sweden, in Scandinavian Journal of History, n. 38, 2013,  pp. 223-244.
- (EN) Sawyer B e Sawyer P, Medieval Scandinavia, Minnesota, 1993, ISBN 0-8166-1738-4.
- (SV) Schön E, Asa-Tors hammare: gudar och jättar i tro och tradition, Hjalmarson & Högberg Bokförlag, 2004,  pp. 169-179, ISBN 917224082-2.
- (DA) Schwarz Lausten M, Kirkens historie i Danmark, 2ª ed., 2008, ISBN 87-90645-02-2.
- (DA) Schwarz Lausten M, Danmarks kirkehistorie, 1994, ISBN 87-00-12644-6.
- (NO) Warmind M, Religionsmøde og trosskifte, in N. Lund (a cura di), Norden og Europa i vikingetid og tidlig middelalder, 2ª ed., Copenaghen, Museum Tusculanums Forlag, 1994, ISBN 87-7289-240-4.
- (EN) Winroth A, The conversion of Scandinavia: Vikings, merchants, and missionaries in the remaking of Northern Europe, Yale University Press, 2012.